# サンフレッチェ広島F.C
サンフレッチェ広島F.C（サンフレッチェひろしまエフシー、英: Sanfrecce Hiroshima F.C）は、日本の広島県広島市をホームタウンとする、日本プロサッカーリーグ（Jリーグ）に加盟するプロサッカークラブ。Jリーグ創設当初からのチーム、オリジナル10の1つ。呼称はサンフレッチェ広島（サンフレッチェひろしま）。

## 概要
1938年（昭和13年）に創設されたマツダ（旧・東洋工業）のサッカー部であるマツダサッカークラブを前身とする。日本のサッカー1部リーグ（日本サッカーリーグ、J1リーグの優勝回数は8度を数え、これは鹿島アントラーズと並び国内最多（日本の全国サッカーリーグ歴代優勝チーム (1部)）。
運営会社「株式会社サンフレッチェ広島」は1992年4月設立。歴代社長はマツダ系か家電量販店・エディオン（旧デオデオ）系の人物でほぼ占められている。なお(株)サンフレッチェ広島はエディオンにとって特定子会社であり、マツダにとっては持分法適用関連会社にあたる。
クラブ名称の「サンフレッチェ」は、日本語の「三」およびイタリア語で矢を意味する「フレッチェ（frecce（複数形）」を合わせたもので、広島の戦国大名・毛利元就の「三本の矢」の故事にちなむ。
チームマスコットは、中国山地に生息するツキノワグマをモチーフとした「サンチェ」と、サンチェの彼女（設定時。現在はただのお友達）として2000年に誕生した「フレッチェ」。
エンブレムは2005年1月10日（公式発表）に設立当初のものから現在のものに変更された（ロゴは変更なし）。
ホームスタジアムはエディオンピースウイング広島（Eピース）、練習場は安芸高田市サッカー公園。詳細はスタジアムの項および練習場・キャンプ地の項を参照。本社所在地、オフィシャルストアともにEピース内にある。グッズ・チケットはオフィシャルストア、あるいは サンフレッチェ広島オフィシャルオンラインショップ で購入できる。
なお、育成組織についてはサンフレッチェ広島F.Cの育成組織を参照のこと。他に、女子チームとしてWEリーグ所属のサンフレッチェ広島レジーナを保有する。

## 歴史

### 前史（マツダ時代）
1938年に創部された前身の東洋工業蹴球部は、サッカーどころ広島を代表するクラブとして、長く全国屈指の強豪チームとして活躍してきた。しかし、1970年代に入ると徐々に低迷し、1980年代に入ると、JSL2部へ2度降格した。1981年マツダサッカー部（マツダSC）に名称変更。1982年、今西和男がサッカー部総監督に就任、のちに日本サッカー界に多大な影響を与えたハンス・オフトをコーチに招聘した。
低迷の原因が地方のハンデキャップによる有力新人獲得の不足と見た今西とオフトは、クラブ全体の育成路線を推し進め、サテライトチームのマツダSC東洋クラブを強化し、中国サッカーリーグに参戦。若手により高い実戦経験を積ませることで戦力の底上げを図った。ここからは、後にオフト自身により日本代表に選出された森保一をはじめ、Jリーグ初期を支えた主力選手が多く生まれた（サンフレッチェ広島F.Cの育成組織#前史参照）。また選手のみならず指導者育成にも着手し、ここから小林伸二をはじめとする数多くの指導者を育てた。ここで確立されたさまざまな方針は、現在の広島にも連綿と受け継がれている。
すでに動き出していたプロ化への布石として、当時ドイツ・ブンデスリーガで活躍していた風間八宏を獲得。彼のプロ意識は、クラブに大きな影響を与えた。

### Jリーグ創設前夜
プロリーグ設立に向け着々と準備が進む中で、地域バランスの上からマツダSCも参加を強く要請されたが、母体となるマツダは財政的理由から降りようとした。そこへ、野村尊敬県サッカー協会会長をはじめとする多くの関係者・市民により参加要望運動が起き、それらの代表となった竹下虎之助県知事とマツダの古田徳昌社長とのトップ会談が行われた。会談翌日の1991年1月23日、正式にプロリーグ参加を表明。同年2月、プロリーグ参加10団体（オリジナル10）発表。西日本では兵庫県以西で唯一、中国地方唯一の参加となった。
同年11月プロクラブ化に向け、旧広島県立美術館2階ロビーの四畳半ほどのスペースに、スタッフ4人からなる設立準備室を置いた（チーム名やチームカラー決定経緯については#チーム名およびチームカラー節を参照）。
1992年4月24日、広島県・広島市・マツダ・ダイイチ（後のデオデオで現エディオン）・中国電力・広島銀行など59団体の出資により設立。筆頭株主はマツダとなり、初代社長にはマツダ社長を退任した古田徳昌が就任、本社事務所を広島クリスタルプラザ4階 に置いた。当初、母体となったマツダが財政的に支えきれそうになかったため、地元企業を中心に出資団体を募った。
また、Jリーグ開幕に向けマツダSCは東欧や北欧へ遠征し当地のクラブチームと強化試合を行った。そこでハルムスタッズBK監督だったスチュワート・バクスターやサッカーチェコスロバキア代表選手達と出会い、スカウトすることになる

### 1992年 - 1994年（バクスター時代）
1992年

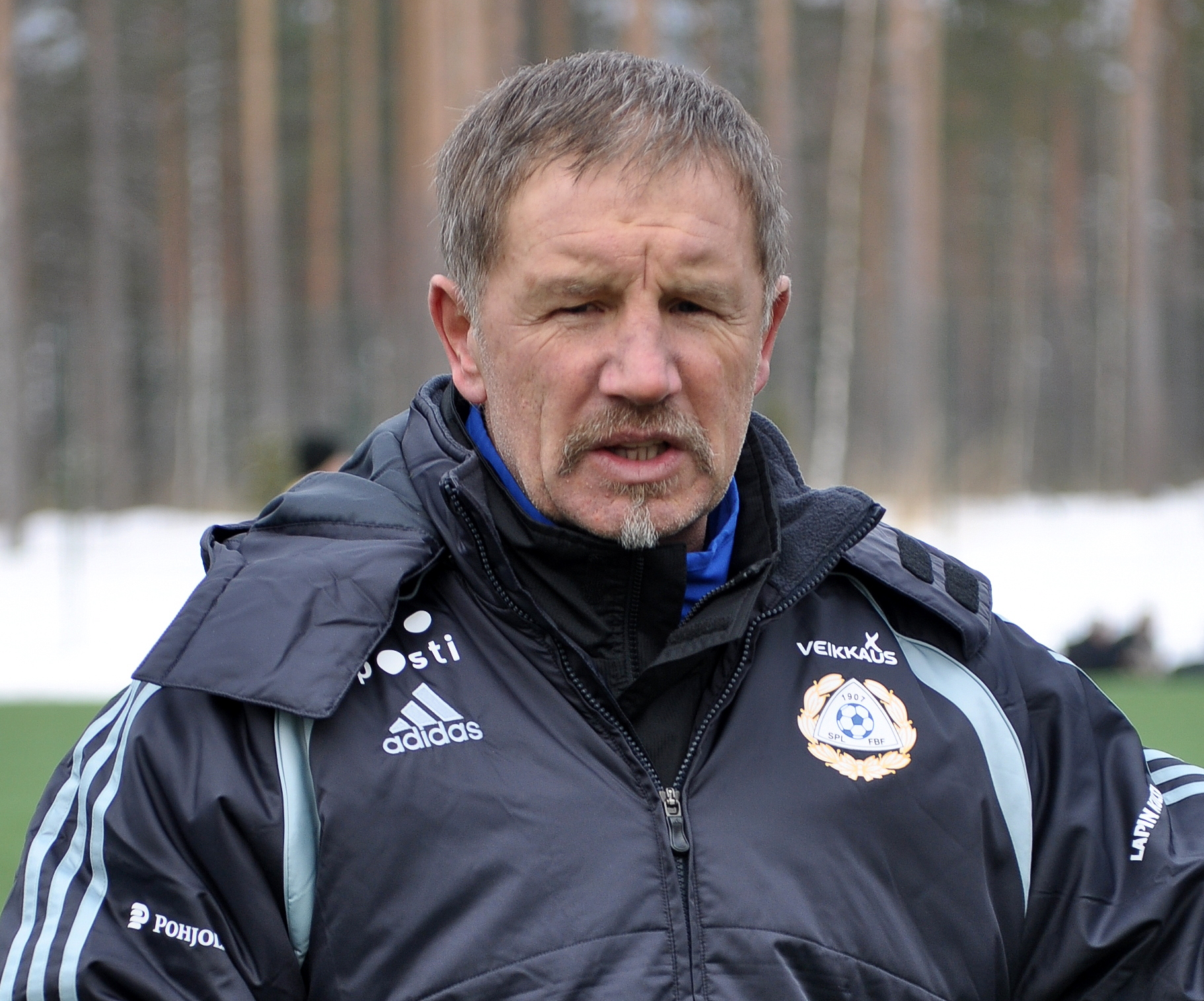
バクスター

バクスターが監督に就任。フジタから高木琢也（マツダ時代の1991-1992年シーズンから加入）、富士通から小島光顕などJリーグに参加しないチームから日本人を数名補強した。当初は引退しコーチをしていたヤン・ヨンソン、松田浩、望月一頼を現役復帰させるほど選手層が薄く、1992年のヤマザキナビスコカップでは、10チーム中9位に終わった。
1993
| 監督 バクスター 1前川和也 5片野坂知宏 2佐藤康之 3松田浩 4柳本啓成 7森保一 6ダニエル 11盧廷潤 9田中哲也 8風間八宏 10高木琢也 1993年1stシリーズ開幕戦のスタメン |

Jリーグ開幕戦を前に盧廷潤、ヤン＝ポール・フォンデルブルグら10人の選手を新たに加えた。開幕戦ではジェフ市原と対戦して2-1で勝利を飾る。クラブにおけるJリーグ初ゴールは風間八宏によるものであり、これはJリーグにおける日本人初ゴールでもある。1stステージ4節から5連勝で首位鹿島アントラーズとの首位攻防戦を迎えたが、この試合で敗戦し、以降5連敗、最終的には1stステージを9勝9敗の6位で終えた。2ndステージは最後の3試合を全勝して5位で終えた 。第73回天皇杯全日本サッカー選手権大会では準決勝まで進出したが、延長戦の末に横浜フリューゲルスに敗れた。
この年、フォンデルブルグはフル稼働出来ず、得点王が期待された高木も振るわず、前川、風間が負傷に悩まされた一方、盧や盧の加入で一時は構想外となっていたチェルニーは活躍を見せた。またバクスターの戦術も徐々に浸透していることが感じられた。
1994
徐々に戦術が浸透すると、高木・前川など日本代表クラスの選手や、チェルニー・盧・ハシェックらの活躍もあり、サントリーシリーズでは清水エスパルスと優勝争いを繰り広げたが、5月14日、第16節の鹿島アントラーズ戦に盧の2ゴールで勝利してエスパルスに逆転して首位に立つ。その後、盧がワールドカップ出場のためにチームを離れることを余儀なくされたが、第19節でエスパルスとの直接対決に高木の2ゴールで勝利、第21節のジュビロ磐田戦では試合終了間際にチェルニーが決勝ゴール挙げて勝利し、この結果、初優勝を果たした。
この時代のサッカーは、Jリーグで初めてダブルボランチ（風間・森保）の4-4-2を採用し、またDFラインは片野坂知宏・佐藤康之・柳本啓成・森山佳郎と、いずれも180cm以下の身長しかなかったが、DFラインを高く保ち裏のスペースはスピード豊かな佐藤・柳本で対応。これによって中盤がコンパクトになりその結果、高木のポストプレーも活きるようになった。この攻守に整った組織的サッカーとフェアプレー精神が魅力のチームだった。
しかし同年ニコスシリーズになると、高木に徹底マークが着いたため攻め手がなくなり、組織的でオートメーション化したパスサッカーが逆に相手にパス展開を読まれてしまうようになり、トーレ・ペデルセンをCBに入れる3-5-2も試すなど試行錯誤したが、結局得点力が低下 していった。その結果、Jリーグチャンピオンシップではヴェルディ川崎に第1戦を0-1、第2戦も0-1で敗戦し、年間優勝には届かなかった。
バクスターは得点力アップのためミカエル・ラウドルップ補強を要請したものの、クラブは高い年俸および移籍金がかかるため難色を示し、クラブはバクスターを諦めた。

### 1995年 - 1996年（ヤンセン時代）
1995

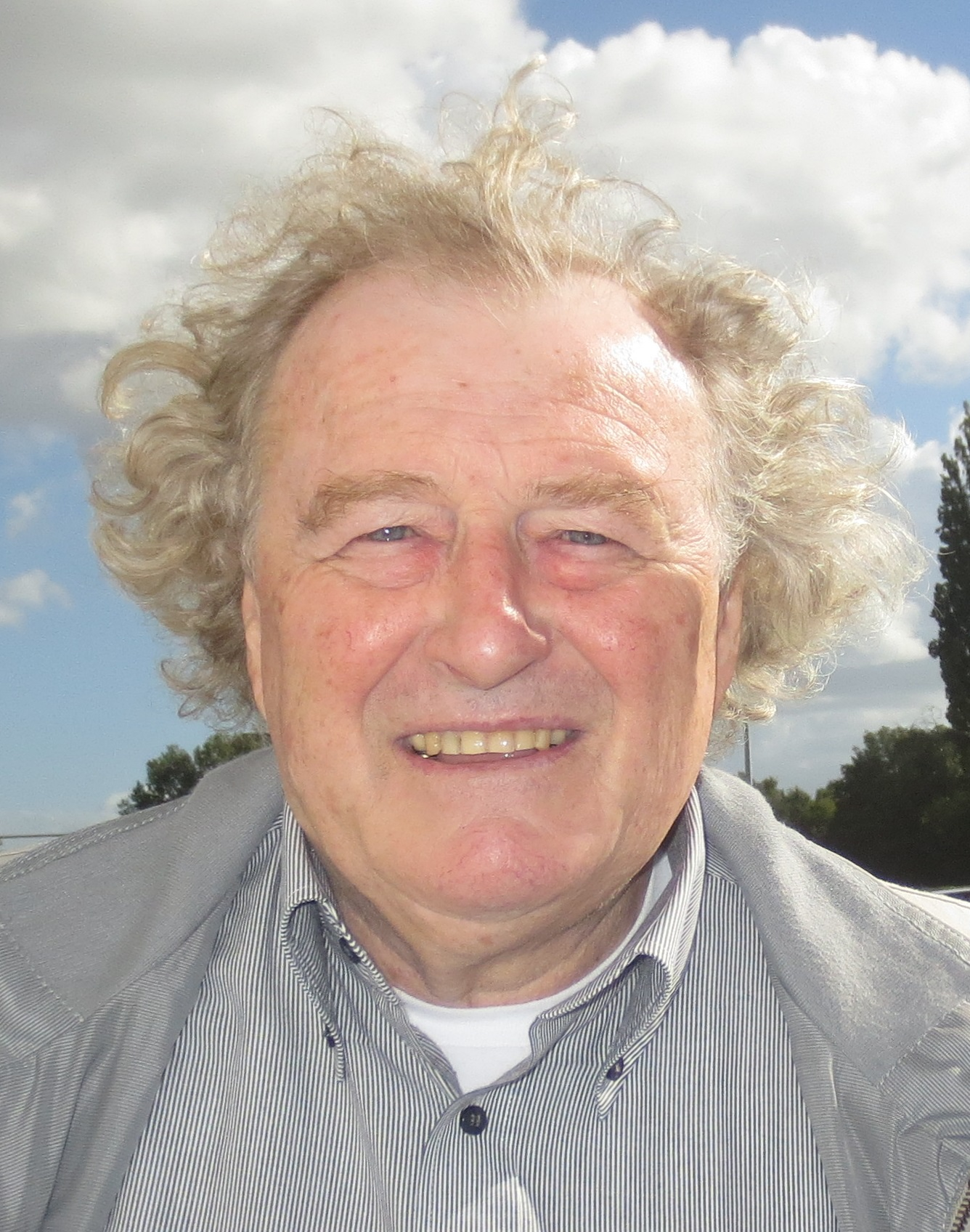
ヤンセン

チャンピオンシップでの敗戦でシステマティックなサッカーに限界を感じ、更なる個の成長を目指して1995年、ハンス・オフトの推薦 でオランダ人のビム・ヤンセンが監督に就任した。また、同年6月の取締役会で元マツダ副社長の信藤整の社長就任が決定した。
1995年、ピーター・ハウストラが加入。また、負傷の高木の代役として半年のレンタルでジョン・ファンルーンが加入した。しかし、バクスター時代のシステマティックなサッカーとはがらりと変わり、ヤンセンは選手個々の判断力を重視 し、マンツーマンディフェンスの3-4-3を導入し、「ムービングサッカー」(オランダ風のトータルフットボールを目指した。)しかしあまりにも変わりすぎたためほとんどの選手はついていけず、過酷な日程の中、主力の高木・森保はケガから満足に活躍できない状況で、チームは瓦解状態に陥った。その後、3-6-1にシステム修正するも、前期の成績は10位、後期はクラブワースト記録となる6連敗を記録するなど、12位に終わる。リーグでは不調であったが、第75回天皇杯全日本サッカー選手権大会では、準決勝でガンバ大阪をハウストラの決勝ゴールにより破って、サンフレッチェ広島の名称になってからは初めて天皇杯の決勝に進出したが、決勝で名古屋グランパスエイトに0-3で敗れた。
1996
1994年度優勝したことにより総年俸が上がり人件費が増加するものの、当年度は成績低迷により観客動員が減少し、クラブ財政を圧迫したこともあり、1995年シーズン終了後、システムについていけない選手を次々と放出した。特にバクスター時代のヒーローであったハシェック・片野坂・森山などが退団したことで、サポーターの怒りを買い、成績が下降するのと比例してさらに観客動員低下につながって行った。1996年11月6日のアビスパ福岡戦では当時のJリーグワーストの観客動員記録を更新する4491人を記録した。この年のリーグ戦は1シーズン制であったが、16チーム中14位に終わった。同年の第76回天皇杯全日本サッカー選手権大会準決勝では、ガンバ大阪を盧の決勝点で破って決勝に進むが、決勝でヴェルディ川崎に敗れて2年連続で準優勝に終わった。クラブ側は契約延長を望んだものの、ヤンセンは自身の了解なく次々と選手を放出するクラブに嫌気がさし退団した。
ヤンセンはレギュラー起用した上村健一を初め、桑原裕義・笛真人や森秀昭・久保竜彦ら若手を積極的に起用した。特に路木龍次はU-23アトランタ五輪代表を経て、日本代表にまで上りつめた。

### 1997年 - 2000年（トムソン時代）
1996年ごろのJリーグバブルの崩壊によって経営的な陰りを見せ始め、徐々に選手育成型クラブへ向かおうとしていた1997年、バルセロナ五輪で名を上げたスコットランド人エディ・トムソンが監督就任する。
同年末、クラブ経営難はピークに達し、筆頭株主でありメインスポンサーであるマツダもフォード・モーター主導で経営建て直しの最中にあった。マツダの経営体力ではサンフレッチェへの支援は現状維持が精一杯で、フォードも資金補充には否定的であったことから、クラブは経営危機に陥る。経営建て直しのためクラブ側は主力選手に減俸提示し、飲まないのであれば移籍金を得るため完全移籍で放出されることとなった。その結果、高木・森保・路木（以上1997年末）、柳本（1998年末）と次々と移籍していった。これに対し、サポーターは流出阻止のため抗議活動を行うものの、森保だけが完全から期限付き移籍に変わった のみだったため失望し、さらに観客動員は減少していった。
そこへ、官民のトップで経営改善の話し合いが行われ、その中で地場家電量販店のデオデオの介入案が浮上する。当時の市長と県知事、商工会議所会頭、マツダ社長が交渉に出馬し、再三の就任要請に半ば折れる形で、1998年6月の取締役会で久保允誉の社長就任が決定した。デオデオからは久保のほか、山田恵司（のち営業部長）、本谷祐一（のち社長）、眞鍋茂（のち広報部長）の3名のデオデオ店長経験者が送り込まれ、経営改善とクラブスタイルの確立に多大な影響を与えることになる。同年8月本社事務所を広島西飛行場ターミナルビル1階に移転、同年11月には吉田サッカー公園（現安芸高田市サッカー公園）完成、観客動員も徐々に増え、2000年度には6期ぶりの黒字となった。
一方チームは、限られた予算のなか他チームで構想外となった選手を中心に補強、藤本主税・沢田謙太郎や伊藤哲也・吉田康弘・山口敏弘らを安く獲得しながらも、久保竜彦・下田崇・服部公太や高橋泰らの若手を起用していった。また、トムソン自らスカウティングしたイアン・クルーク、自身が持つオーストラリアへの強いパイプを生かしてグラハム・アーノルド、アウレリオ・ヴィドマー、トニー・ポポヴィッチ、ハイデン・フォックス、スティーブ・コリカら外国人選手も補強した。
トムソン就任当初は主力にケガ人が続出し、さらに財政難からまともに戦力が整わなかったため、5-3-2や時には前線に1人だけを残した5-4-1と極端な守備的サッカーを展開した。オズワルド・アルディレス（当時清水監督）から「サッカーは得点しなければ勝てないことを、広島に教えるべきだ。あれでは選手があわれだ。」 と言われるほどであった。一時はJ1参入決定戦圏内まで低迷したが、2ndステージで持ち直し回避できた。
就任3年目の1999年に至って堅守速攻のカウンターサッカーが熟成。上村、ポポヴィッチ、フォックスによる当時Jリーグ最強ともといわれた3バック、チームの攻撃を担った藤本、新たなるエース久保竜彦の覚醒によって、次々と強豪チームを撃破。リーグ戦を1stステージ6位、2ndステージ8位と上々の成績を残し、またその冬にはユース所属の高校生Jリーガーである森崎和幸の活躍もあり、天皇杯決勝まで進んだ。翌2000年、さらなる上位進出を目指したが、得点力不足が響き肝心なところで勝ち星を失う試合が続いた。しかし森崎和が新人王を受賞するなど少なからず明るい話題はあった。

### 2001年（ヴァレリー時代）

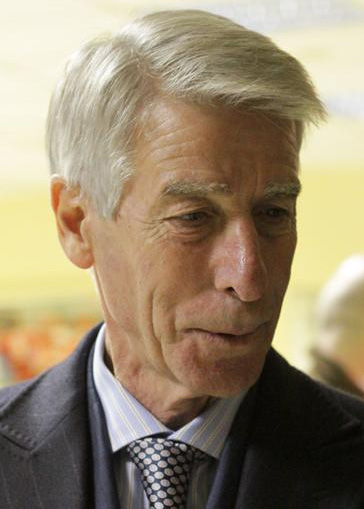
ヴァレリー

4年にわたる長期政権を終えトムソンが勇退した2001年、クラブは今後地方のクラブが生き残る手段として、アカデミー含めたクラブ全体のサッカースタイルをより攻撃的で魅力的なものへと目指すことを決め、以降攻撃趣向のある監督選びをすることになる。
その中で、韓国Kリーグでその攻撃サッカーが評判になったロシア人ヴァレリー・ニポムニシ を監督招聘する。当時Jリーグで唯一3トップを採用し、久保竜・大木勉・藤本・コリカが絡む前線は抜群の破壊力を誇ったが、守備練習にほとんど時間を割かなかったため、1stステージではほとんどカウンターアタックの餌食となり成績低迷、J2降格の危機に陥った。
残留に向けオレグ・パシニンとセルゲイ・スカチェンコを補強、相手に合わせて柔軟にシステムを変化させ、攻撃的なヴァレリー戦術を継続させながらもJ1残留を目指した。すると日本代表にも選ばれた久保竜彦と藤本、日本屈指の両アウトサイドとなる服部・駒野友一、森崎和幸・浩司兄弟、トゥーリオらの若手の活躍もあり、J1残留に成功する。しかもその年の2ndステージは3位と、優勝した1994年以来の好成績を残し、「来年こそ優勝を」という機運は高まった。
ところが同年11月、ヴァレリーは夫人の病気を理由として急遽辞任した。この際、ヴァレリーが新監督に推薦 したロシア人ガジ・ガジエフをクラブがそのまま鵜呑みにして就任させてしまったことが、結果的に翌年の崩壊を招くこととなった。

### 2002年（ガジエフ・木村時代）

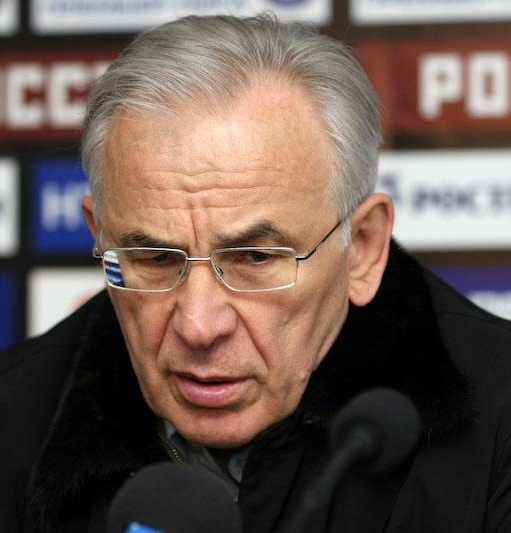
ガジエフ

2002年、新監督ガジエフは、前年に驚異的な活躍をしたコリカやオレグを「自分の戦術に合わない」と放出した。戦術が定まらずチームはバラバラのまま、さらにはキャプテンの上村が開幕直前に大怪我をしてしまい、計算できるCBがまったくいない最悪な状況でシーズンに突入した。そのツケはすぐに回り、チームは戦術が全く噛み合わないまま連戦連敗を重ね、ミロや上村のケガで急遽獲得したミシェル・パンセ・ビロングの新外国人も軒並み期待外れに終わった。同年7月、ガジエフは自身の親族の急病を理由 に帰国、事実上解任となった。広島にとってはクラブ史上初のシーズン途中での監督交代劇だった。
同年7月、コーチを務めていた木村孝洋が昇格するかたちで監督に就任、これがクラブ史上初の日本人監督となった。しかし低迷するチームの復調を託すことはあまりにもリスクがあり、消極的な采配に終始し毎試合システムや選手を入れ替えたため、さらにチームは混迷する。同年9月、小野剛をヘッドコーチに招聘すると、ようやく終盤になりチームとして形になる。しかし結果的には勝ち点を伸ばせず、ステージ優勝経験のあるクラブとしては史上初のJリーグ ディビジョン2(J2)降格が決まった。
同年12月、責任を取って木村は辞任した。後任に小野が監督に昇格し、「1年目にはJ1復帰、3年目にはJ1で優勝争い」という「3ヵ年計画」をうちだした。混乱から立ち直ったチームは本来の実力を発揮し天皇杯を3連勝、ベスト4入りを果たした。
同年末、長年クラブ運営にかかわってきた今西和男がJ2降格の責任を取って現場から離れ、元Jヴィレッジ副社長の高田豊治がゼネラルマネージャーに就任した。

### 2003年 - 2006年（小野 / 小野・ペトロヴィッチ時代）
小野が監督に就任した以降の約3年間、「3年でJ1優勝争い」を合言葉にチームは積極的な戦力入れ替えを展開する。J2降格を受け主力の久保竜彦と藤本主税の二人は移籍、古くからチームを支えた上村健一や桑原裕義・高橋泰などベテランや中堅の選手も多数放出する。その代わりに、佐藤寿人・茂原岳人などの年代別代表時代の小野の教え子たちや、他で実績のある小村徳男や戸田和幸・盛田剛平らのベテラン、セザール・サンパイオやリカルド・ベット・ジニーニョ・ウェズレイのブラジル人達を補強し、同時期に台頭した広島ユース から髙萩洋次郎・前田俊介・髙柳一誠などを高校生Jリーガーとして起用し、森崎兄弟と駒野を中心としたチーム作りを行った。
2003年（J2）
2003年のJ2では、開幕から11試合を無敗（10勝1分）、10連勝を含む11戦負けなしの当時のJ2記録を樹立し序盤は独走したが、次第にシーズン44試合の長丁場と相手チームの徹底的に守る戦術に苦戦、一時は3位まで後退するが終盤に巻き返し、1年でJ1昇格を決める（このときの詳細については2003年J2第43節・最終節を参照）。
2004年
J1復帰初年のこの年、チームは堅守を武器に健闘するものの、得点力の低さから勝ちきれない試合が続き、結果は13引き分けと当時の年間最多引き分け記録を作ってしまう。
2005年
前年から起用してきた若手に補強組が融合し、チームは快進撃を続け一時は2位にまで浮上するも、その後は下田崇の長期離脱や他チームの台頭もあり、最終的には7位でシーズンを終えた。特に、下田・ジニーニョ・小村のベテラン守備陣は鉄壁を誇り、佐藤寿は久保の移籍以降不在だったエースストライカーの座を勝ち取りJ1日本人得点王にも輝いている。
同年には駒野が東アジアサッカー選手権から代表に定着、佐藤寿もシーズン終了後に代表に選出された。
2006年
より高レベルのサッカーを目指して導入した中盤をフラットとする4-4-2が全く機能せず、開幕から守備が崩壊しリーグ戦10試合未勝利（クラブワースト記録）と低迷、第8節終了後に小野は責任を取って辞任した。3年半に渡る小野体制はこれを以て終焉を迎えた。
後任に、GKコーチの望月一頼がドイツW杯本大会による中断期間までの暫定で就任する。望月は、前回降格した2002年の反省や、さらに中断までのリーグ4試合の間にできるだけ早くチームを立て直さねばならないという判断から、5バックによる超守備的な戦術を選択。守備に難のある選手をスタメンから外し、攻撃は佐藤寿人の決定力に賭けた。これには一部のサポーターのみならず一部選手からも批判の声が上がるものの、このサッカーを終始貫いたことで、残留争いに優位に立てることとなる。リーグ戦4試合で勝ち点7という結果を残し、新監督のオーストリア人ミハイロ・ペトロヴィッチへとバトンを渡した。
新監督のペトロヴィッチは3-5-2を採用、DFラインからのビルドアップを最重視し本来はボランチを本職とする戸田・森崎和をセンターバックで起用、青山敏弘と柏木陽介の若手を抜擢、この時期からウェズレイがチームにフィットし佐藤寿との抜群のコンビを見せ始め、最終的にはチーム総得点50のうち7割を二人（ウェズレイ16得点、佐藤寿は日本人得点王となる18点）で叩き出した。その結果、第31節でJ1残留を決定、最終的には10位で終了した。
また同年、ドイツW杯本大会に駒野が代表選出、サンフレッチェから初のW杯本大会の日本代表メンバーとなった。

### 2007年 - 2011年（ペトロヴィッチ時代）
2007年
前々年から続いた積極的な補強と相次ぐ監督交代がクラブ財政を圧迫したため実のある補強ができず、ほぼ現有戦力で戦うこととなった。同年には第三者割当増資を行いデオデオが筆頭株主となった。シーズン序盤は前年からの好調をそのまま維持したが、頼みのウェズレイと佐藤寿の2トップが他チームに研究されると得点力が徐々に低下、財政およびフロント指揮権の問題から主な補強がイリアン・ストヤノフのみに止まり、DFラインの選手が途中まで定まらなかったこともあり守備が崩壊、同シーズンJ1ワーストの71失点の16位で終え、その後行なわれた京都サンガF.C.とのJ1・J2入れ替え戦に敗れ、「2度目のJ2降格」が決定した。
これに対しクラブ幹部はペトロヴィッチの戦術と選手掌握力を評価し、J2降格チームとしては異例の監督留任を決定する。また、入れ替え戦終了直後には「J2降格なら代表選考を優先して退団やむなし」と目されていた佐藤寿が「1年でJ1に帰ろう」とサポーターの前で涙ながらに頭を下げ、のちにJ1クラブから届いたオファーを全て断り残留した。同年の天皇杯はこれまでの不調が嘘のような快進撃を見せ、2000年以来となる8年ぶりの決勝へ進出した が終盤の9連勝で浦和を抜いて逆転優勝を果たした鹿島に0-2で敗れて準優勝。C大阪（1994年、2001年、2003年）を抜いて天皇杯4連敗となった。
クラブはJ2降格を受け組織を再編、社長の久保允誉が責任を取って辞任し会長に就任。社長には久保の命を受けザスパ草津経営再建に当たるなど6年間クラブを離れていた本谷祐一が就き、会長と社長を残し全ての常任取締役は退任した。また、降格原因の一つとなったフロント陣の編成を改め、今まで久保がエディオンの社業と兼任していたクラブ社長業を、ザスパ非常勤取締役専務のほかデオデオ・東京エディオン取締役など全ての職を辞した本谷がクラブ専任で行うこととなった。
2008年（J2）

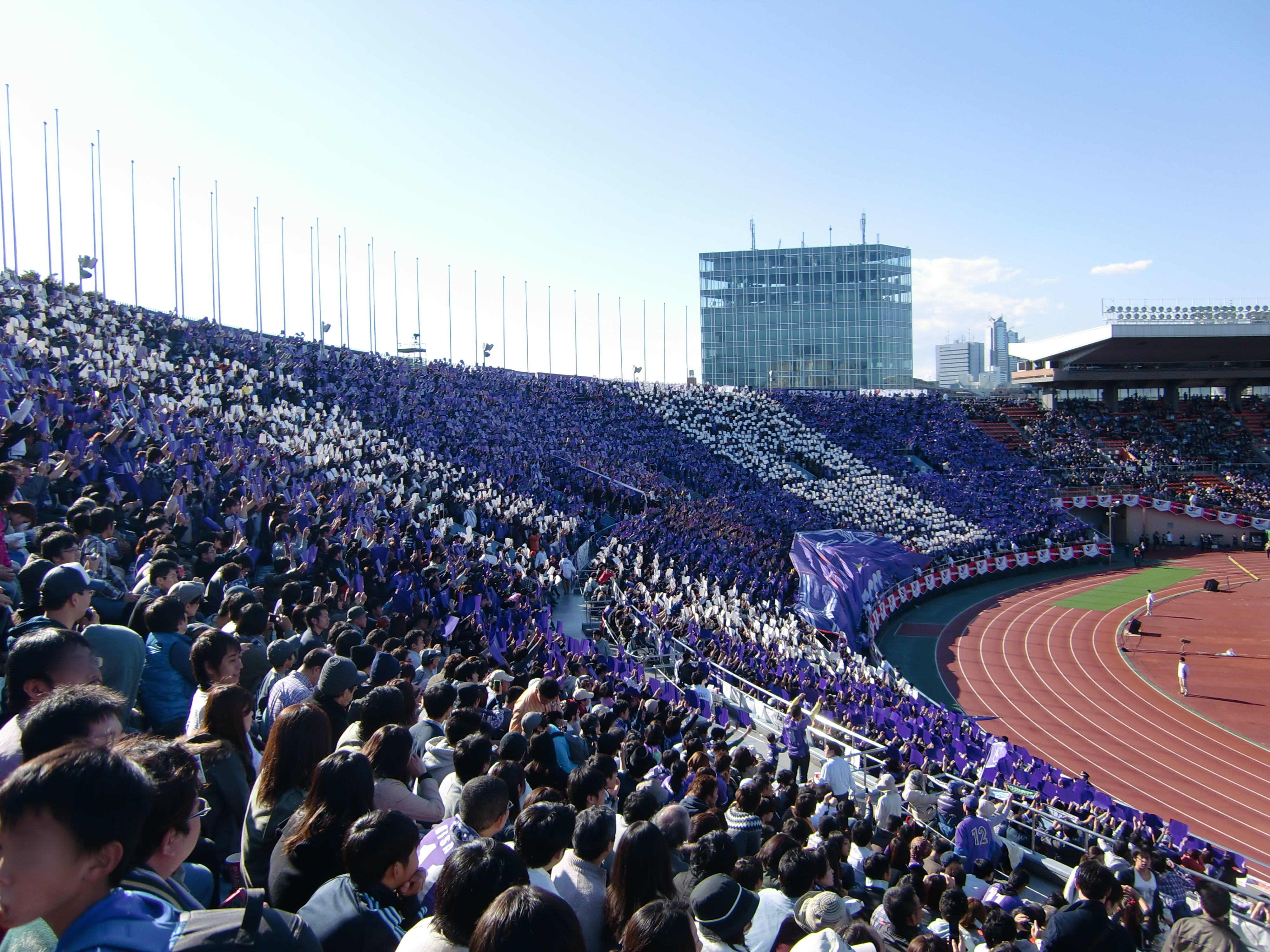
2010年ナビスコカップ決勝時のサンフレッチェ広島サポーターによるコレオグラフィー

ウェズレイ、駒野友一は退団したものの、降格の責任を背負った佐藤が自らチームメイトの引き留めに奔走、大半の主力選手はチームに残留。続投するペトロヴィッチを含め、戦力の大半を維持して開幕を迎える。また、横浜FCを退団していた久保竜彦が6年ぶりに復帰した。
3月のゼロックス・スーパーカップで、PK戦の末、鹿島に勝利。これにより1994年のステージ優勝以来、2度目の「日本一」の称号を手にするとともに、大会初の「J2クラブによる優勝」を成し遂げた。リーグ戦でも勢いが留まることはなく、J2史上初の「全節首位での優勝」・「9月中での優勝」、J2史上2チーム目の「勝ち点100」を達成した。天皇杯でもその好調を維持しベスト8へ進出した。
2008年以降のペトロヴィッチ時代の広島は、主力に常にケガ人が続出し、戦術も1トップや時にはFWを置かない0トップを採用する状況にまでなったものの、戦術変更が功を奏し、その中で青山敏弘・柏木陽介・髙萩洋次郎・森脇良太・佐藤昭大・槙野智章・中林洋次など若手の台頭 や、「ミシャ式」と称される独特のサッカースタイルを確立するきっかけとなった。さらに、それまでJリーグ独自で規定されていた移籍金制度が2009年をもって撤廃されたこと がチームに大きく影響した。選手はチームとの契約期間満了により移籍金ゼロで移籍できることから選手の移動が活発となり、北京五輪U-23代表（西川周作・水本裕貴・李忠成）や、ペトロヴィッチと同様の戦術に慣れていたオシムチルドレン（中島浩司・山岸智・水本など）を移籍金ゼロあるいは従来より安い移籍金で獲得し選手層の厚みにつなげる一方で、柏木や槙野・李や佐藤昭や中林は移籍していった。外国人選手はそれまでのブラジル路線から、ミハエル・ミキッチやダビド・ムジリなど東ヨーロッパ系の選手を中心に獲得するようになった。
2009年
J1復帰の2009年、熟成したチーム戦術で躍進し、J2からの昇格チームとしては当時最高の順位記録である4位で終えた。また天皇杯の結果により繰り上がりで翌年のAFCチャンピオンズリーグ（ACL）への出場権を獲得し、前身大会を含めればアジアクラブ選手権1969出場以来41年ぶり2回目、チャンピオンズリーグ発足以後では初出場となった。
2010年
ACL初出場もグループリーグ敗退。しかし、3連敗からの3連勝と広島の意地をみせる大会となった。
リーグ戦では7位と、昨シーズンよりは成績が下がるも、成績としては悪くない結果となった。ナビスコカップでは史上初の決勝進出。結果はジュビロ磐田に5-3と敗戦も、記憶に残る名勝負となった。
2011年
当時サンフレッチェ広島所属の李忠成がアジアカップ決勝にてボレーを決め、優勝に貢献し、縁起のいい形で開幕することになったJ1リーグ。
しかし、3/11に東日本大震災が発生。開幕戦で被災地であるベガルタ仙台と対戦したのは広島であった。中断期間中、チャリティーマッチとしてガイナーレ鳥取との試合を行い、4-2で勝利した。試合前には両クラブの選手と横断幕で、被災地にエールを送った。サポーターからも日本コールが起こるなど、復興に向けて団結力のみられる試合となった。
リーグ戦の成績としては、2年連続の7位と健闘はみせるも、今シーズンも無冠となった。ペトロビッチ監督との最終のシーズンとなり、ホーム最終節では多くの感謝の声が集まり、惜しまれつつ別れを迎えた。またユニフォームでも変化のあるシーズンとなった。ナイキをユニフォームとして使用する最初のシーズンとなった一方、デオデオをユニフォームスポンサーとして戦う最後のシーズンにもなった。

### 経営改革
2012年にプロクラブ創設から20周年を迎えたが過去19年で20億円を超える累積赤字を出してしまい、その中で2013年から始まるクラブライセンス制度に対応するため、資本金約21億円を99%減資し累積赤字解消にあて、さらに約2億円の第三者割当増資を行うことになった。
2012年5月、すべての手続が完了した。資本金は21億1005万円から2億2030万500円、株主数は58から64。なお、広島県・広島市および安芸高田市の3自治体を含め従来の58株主はすべて減資に応じ、35株主が増資に応じている。
減資を受け入れた株主に対し、クラブは経営改善の努力を行った。まず2011年末、長年監督としてチームを作り上げたものの高年俸となったペトロヴィッチの契約延長を断念し、ムジリや服部公太・盛田剛平などベテラン勢を中心に構想外とし契約更新選手も減俸や微増に止め年俸総額を抑えていった。さらに2012年末、減資の責任を取る形で社長の本谷祐一が退任し、エディオン顧問の小谷野薫が新社長に就任した。

### 2012年 - 2017年（森保 / 森保・ヨンソン時代）
2012年
ペトロヴィッチとの契約を断念したチームは、彼のサッカーを継承および調整し、現状のクラブ方針を把握している広島OBを登用することになり、その中で森保一の名前が挙がることになった。森保は3年ぶりの広島復帰で、クラブ史上初の生え抜きとなるトップチーム監督を務めることとなった。また、以降数年は経営改善のため積極的な補強を行えないことから、さらには独特なサッカースタイルを用いていることから他チームからの戦力補充が容易にできなくなったこともあり、手薄なところをピンポイント補強あるいは最悪の場合は現役ユース生を高校生Jリーガーとして登用する方針で進んでいく。
2012年11月24日、サンフレッチェ広島勝利、ベガルタ仙台敗戦のみで優勝が決まる難しい条件のなか迎えた第33節のC大阪戦。広島広域公園陸上競技場には、今シーズン最多となる32724人がスタジアムに集まった。試合前には虹がかかるなど、試合前の雰囲気は優勝にむけて士気が上がっていた。試合は4-1で広島勝利。終了から間も無く、他会場にて、アルビレックス新潟がベガルタ仙台を1-0と下したことにより、1試合を残して優勝となった。優勝の瞬間、佐藤寿人が泣き崩れる姿や選手がピッチに雪崩こむ姿は、多くのファンに感動を与えた。パセーラにてパブリックビューイングを実施しており、歓喜の渦となった。また、Jリーグが1リーグ制になってからは2010年以来となる最終節を待たずしての優勝であり、クラブ史上初となるJ1年間総合優勝を成し遂げた。。なお、2008年にはJ2で年間優勝しているため、前年の柏に続いてJ1、J2の両ディビジョンで年間優勝のタイトルを持つクラブとなった。また、オリジナル10の中で3大タイトルのいずれもを取っていないチームはなくなったことになる。
FIFAクラブワールドカップ（CWC）は、初戦でオークランド・シティに勝利。準々決勝でアルアハリに敗退したが、5位決定戦で蔚山現代FCに勝利して5位の成績。
2013年
J1リーグ戦ではACLでの不調も響き、コンフェデレーションズカップによるリーグ戦中断時点では、首位大宮と勝点差8、ACL圏内となる3位の横浜FMとは勝点差3の5位となる。リーグ戦再開直後から5連勝し、前半戦最後となる第17節終了時には大宮と勝点で並び得失点差で首位に立つが、第21節名古屋戦での引き分けを期に、3連敗を含む5試合勝利なしとなり、一旦3位まで順位を下げる。第26節から3連勝し再び首位に立つも、第29節、横浜FMとの直接対決に敗れ、横浜FMと同節で勝利した浦和に抜かれ再び3位に降格。第33節湘南戦の勝利で2位に再浮上し、優勝するには勝利が絶対条件となる最終節アウェーで、森保就任前まではやられっ放し、かつカシマスタジアムでのJ1シーズンホーム最終戦で1998年から15シーズン負けなし（14勝1分）と「難攻不落」だった鹿島 に2-0で勝ち、前節まで首位にいた横浜FMが川崎に0-1と敗れたため、劇的な逆転で2年連続優勝を飾った。
AFCチャンピオンズリーグでは、怪我人が多く出たのも重なりJリーグ王者としては7シーズンぶりにグループステージ敗退。ホームアンドアウェー制となった2004年以降では日本サッカー史上初（厳密には2006年のACLの東京ヴェルディ1969以来2チーム目）のグループステージ勝利なしという不名誉な記録も付いた。
同年の天皇杯は、2008年以来となる6年ぶりの決勝に進出したが、決勝ではリーグ戦で優勝を争った横浜FM に0-2で敗れ、東洋工業時代を含めて決勝戦8連敗（Jリーグ発足後だけでも5連敗）となり、またしてもジンクスを破る事が出来なかった。
2014年
2014年は、リーグ連覇に貢献した西川が浦和に移籍してしまうものの、仙台から林卓人が10年ぶりの復帰となったほか、甲府より柏好文が複数クラブとの争奪戦を制し獲得、徳島より柴崎晃誠を獲得した。Jリーグ王者として挑んだシーズンの開幕を告げるゼロックススーパーカップでは2-0で横浜FMに快勝し、公式戦では森保就任後初めて横浜FMに勝利した。史上2チーム目の3連覇をかけたリーグ戦では29失点だった昨シーズンから37に増加し、リーグ戦3連覇が消えたばかりか、ACL出場圏も獲得出来ず8位に終わった。特に、関東でのアウェーでの試合は1勝も出来ずに終わった。2014年のAFCチャンピオンズリーグでは、アウェーこそ全く勝てなかったものの、前年の準優勝チーム・FCソウルをホームで迎えた第3節で森保就任後ACL初勝利。最終節も勝利し、3回目の挑戦にしてクラブ史上初のグループリーグ突破を果たした。決勝トーナメントでは、当時小野伸二が所属していたウェスタン・シドニーと対戦。第1戦は3-1で快勝したものの、第2戦はゴールデンウィークにかけての11連戦の10戦目だったのに加え、12時間にも及ぶ長距離移動も重なって満足に練習が出来なかった影響からか第1戦のアドバンテージを生かせず0-2で敗戦。エディオンスタジアム広島での1失点が重く圧し掛かり、逆転でベスト16敗退となった。2年連続決勝進出を目指した天皇杯はG大阪に敗れベスト16どまり。ナビスコカップは当時リーグ戦では2012年の開幕戦以来5連敗中と相性の悪い浦和に2戦合計2-2（ホームでの第1戦0-0）で、準決勝は史上4チーム目の2連覇 を狙う柏に2戦合計3-2（ホームでの第1戦は2-0）と準々決勝、準決勝共に前年のファイナリストを相手に主力を代表招集で欠きながら も競り勝ち、2010年以来となる4年ぶりの決勝に進んだ。しかし決勝では、リーグ戦で勝てず（1分1敗）天皇杯でもベスト16敗退に追い込まれたG大阪相手に、ナビスコカップ通算最多得点記録の更新がかかる佐藤の2ゴールで2点を先制するも、その後3点を奪われ逆転負け。監督が森保に代わってもカップ戦の勝負弱さを克服出来ないまま決勝戦7連敗（前身の東洋工業時代を含めると、決勝戦9連敗） となってしまい、3大タイトルでは3年ぶりの無冠に終わってしまった。
2015年
2015年2月に小谷野薫が広島市長選挙出馬の為、社長の座を退いた。後任には前強化部長の織田秀和が就いた。髙萩が海外挑戦のため退団し、石原は浦和に移籍、シャドーのレギュラー2選手を同時に失った。その後釜に徳島からドウグラス、2009年オフにもオファーを出していた京都の工藤浩平を獲得。このうち工藤はリーグ戦僅か6分の出場に留まり、6月に松本山雅FCに移籍。ドウグラスとボランチからコンバートさせた柴崎が穴を埋めて余りある活躍を見せることになる。1stステージは浦和に独走を許しながら3位につける。2ndステージに入ると第1節、第2節をそれぞれ4得点、6得点と攻撃陣が爆発し2連勝、続く第3節ではアウェーで浦和に逆転勝利を収め、このシーズン初めて年間勝点首位に浮上。その後は浦和とのマッチレースの様相を呈したが、森保就任からの武器だった持ち前の守備力に攻撃力が加わり、1stステージ同様に大崩れする事なく、最終節で湘南に勝利し2ndステージ優勝と年間勝点1位が確定。年間の勝ち点74は現行の制度下での最高記録。またアウェーで13勝3分1敗の勝ち点42を挙げいずれも現行の制度で新記録 となった。
Jリーグチャンピオンシップは年間勝点1位のため準決勝をシードされ、勝ち上がった年間3位のG大阪と対戦。敵地で行われた第1戦は後半アディショナルタイムに2得点生まれ、3-2で劇的な逆転勝ち。満員のホームで迎えた第2戦は先制されながら浅野の同点ゴールで1-1、2戦合計4-3で年間優勝を勝ち取った。これで森保監督は4年間で3度のリーグ優勝を果たした。佐藤が2ndステージ最終節でJ1通算157ゴール目を記録し中山雅史と並びJ1通算最多得点保持者となったのを筆頭に、ドウグラスは得点ランキング2位の21ゴール（チームのJ1におけるシーズン最多得点記録）、浅野拓磨は先発出場の機会こそ無かったがリーグ戦初を含む8ゴールを決めスーパーサブに定着、ベストヤングプレーヤー賞を受賞した。Jリーグアウォーズでは青山がMVPに輝き、ベストイレブンには青山に塩谷、ドウグラスを加えた3人が選出された。森保も3度目の最優秀監督賞を受賞。また、優秀選手賞を7人が受賞している。青山は1stステージ最終節鳥栖戦のゴールで年間最優秀ゴールも受賞。チームとしても4年連続でフェアプレー賞高円宮杯を受賞し優勝に花を添えた。
開催国王者枠として3年ぶりに出場したFIFAクラブワールドカップ2015では、オークランド・シティFC、TPマゼンベを破り、準決勝で南米王者であるリーベル・プレートに善戦したものの0-1で敗退。3位決定戦でアジア王者の広州恒大に逆転勝ちし、2007年の浦和、2008年のG大阪に次ぐ、日本のクラブ史上3チーム目の3位入賞を果たした。その他のカップ戦では、サブメンバー主体で臨んだナビスコカップは予選リーグ敗退。天皇杯ではベスト4まで勝ち進むが、前年も天皇杯のベスト16で敗れたG大阪に準決勝で敗北した。
2016年
2016年は新たに森保監督と2017年シーズンまでの2年契約で合意し森保体制5年目。山岸智らが契約満了にて退団、またドウグラスの慰留に失敗し完全移籍・期限付き移籍延長のいずれにも合意することができず、チームトップスコアラーでリーグ優勝とCWC3位の立役者を失う事になった。ドウグラスの代役として清水のピーター・ウタカ（期限付き移籍）や京都の宮吉拓実、山形のキム・ボムヨン（いずれも完全移籍）らを補強し、新卒では四日市中央工業高から森島司、ユースから長沼洋一が入団。
シーズン初戦となったゼロックススーパーカップでは天皇杯優勝のG大阪と3年間で10回目の対戦、佐藤寿人や新加入のウタカの得点でタイトルを手にした。しかし、リーグ戦では佐々木が1stステージ第4節で横山知伸に危険なタックルを受け右膝前十字靭帯を断裂、これを皮切りに怪我人が続出する苦しい台所事情を強いられ、ウタカが得点王争いのトップに立つなどの活躍はあったが1stステージを4位で折り返す。2ndステージではアーセナルへの海外挑戦を決めた浅野らの退団やアンデルソン・ロペス・野上結貴の加入など多少の選手の入れ替わりがあったものの、勝負所第9節からの7試合で5敗（特に12節の浦和戦から3連敗）を喫するなど失速。2ndステージ10位・年間勝ち点6位と前半戦から順位を落とす結果に終わった。Jリーグアウォーズではウタカが19得点で得点王（レアンドロと同点）、塩谷が3年連続でベストイレブン、チームとして5年連続でフェアプレー賞高円宮杯を受賞した。
リーグ戦より一足先に開幕したACLは山東魯能、FCソウル、ブリーラム・ユナイテッドと同組となる。過去の参戦シーズン同様若手中心の消極的な選手起用が目立ち、最終戦を残してグループステージ敗退が決定。チームのACL観客動員数が歴代最多動員を記録した最終戦のFCソウルこそ2-1で勝利し意地は見せたが、それ以外の試合は観客動員数が10000人を割り込む等 クラブ・サポーター双方共にACLへの関心の薄さが改めて浮き彫りとなった。また、カップ戦は、ルヴァンカップ、天皇杯ともにベスト8で敗退しシーズンを終えた。
2017年
森保体制6年目。前シーズンをもって森崎浩司が引退、佐藤・ウタカらが退団した一方、フェリペ・シウバ、工藤壮人らが完全移籍で加入した。また、ロペスの期限付き移籍期間を延長した。
攻撃陣の不調で開幕から出遅れ降格圏に沈んだチームは7月に森保の退任を発表、前任ペトロヴィッチと並ぶ長期間の森保体制は5年半で終了した。数試合を横内昭展の指揮で戦ったのち新たに監督に就任したクラブOBのヤン・ヨンソンの下、パトリックや丹羽大輝を補強し、ペトロビッチ・森保体制下で継続してきた3-4-2-1のフォーメーションと決別したチームは持ち直し、ホーム最終戦となった第33節FC東京戦で新加入の稲垣祥の勝ち越しゴールで残留を確定させた。最終順位は15位。ヨンソンは次年度に続投することなく、清水で監督に就任してチームを去った。

### 2018年 - 2021年（城福 / 城福・沢田時代）
2018年
日本サッカー協会に戻っていた城福浩を新たな監督に迎える。開幕から3連勝、さらに6戦負けなし、しかもその勝利を挙げたチームの中には前年ACLに出場した鹿島、浦和、川崎という上位進出も期待出来るチームも含めて9試合で8勝1分で首位を独走。第10節にFC東京に敗れて初黒星を喫したが、第11節から4連勝となるも、ワールドカップによるリーグ戦中断前最後の第15節に2敗目を喫するも、2位との勝点差は9であった。だが再開後にチーム状態は暗転。第26節以降全く勝てず、首位陥落した第28節から6連敗、最終6試合勝ちなし（うち4試合が完封負け）と深刻な得点力不足に悩まされ、川崎に逆転され2位でシーズン終了。
2019年
2月のACLプレーオフを勝利すると、グループステージを久しぶりに突破してベスト16に進出。アウェーゴールの差で鹿島に敗退した。最終的に6位に終わったリーグ戦でも若手が台頭し、特に大迫敬介や森島司、松本泰志は離脱した林、柴崎、青山の穴を埋め、ACLで出色のパフォーマンスを見せた荒木隼人は水本・吉野からレギュラーの座を奪い、前年復帰した川辺駿はリーグ戦全試合に出場した。新戦力ではドウグラス・ヴィエイラがポストプレーを武器に1トップに定着、ハイネルも後半戦は不動の右ウィングバックとして活躍した。一方前年終盤から不振を極めていたパトリックは、この年背番号10を背負うも新戦術に順応できずG大阪に出戻り。少なくなった初優勝メンバーの水本も、夏の移籍で松本に新天地を求めた。また、再びチーム伝統の3-6-1システムに取り組んだこともあり、前年右SBを担った和田拓也が早々に構想外となり横浜FMへ移籍した。水本と入れ替わりで松本から加入したレアンドロ・ペレイラは怪我で実働10試合に満たなかったが、出場した試合では貴重な得点源として得点力不足の解消に一役買った。
総じてチームの若返りに成功したが、チームの最多得点者が柏の8点という状況から見て取れるように特にゴールを奪えるフォワード不足は本年も解消されることは無かった。
2020年
城福体制3年目、櫛引一紀を大宮アルディージャから、永井龍を松本山雅FCから獲得するが補強効果は限定的で、加入2年目を迎えたレアンドロ・ペレイラがリーグ3位の15得点を挙げチームを牽引。新型コロナウイルス感染症の影響を受け変則日程・J2降格無しのレギュレーションにて行われたリーグ戦・ルヴァンカップ共に好調な滑り出しを見せるも、終盤にかけて勝ちきれない引き分け続きの試合が増え、結果的にリーグ戦を中位の8位で終えた。過密日程の中で若手の起用が目立ったシーズンでもあり、特別指定選手としてプレーした藤井智也はリーグ戦15試合に出場した。
2021年
城福体制4年目。前年末にペレイラとの契約に合意できず（その後G大阪へ）この年も外国人ストライカーの慰留に失敗。新たな得点源として横浜FMでリーグ戦22試合13得点とインパクトを残していたジュニオール・サントスを完全移籍で獲得 した。
過去3シーズンと異なり「この選手たちと違う景色が見たい」という城福の理想とするサッカーを体現するべく、この年はシーズン途中から4バックを取り入れるなどの改革を進めた が、新フォーメーションの1トップを担うドウグラス・ヴィエイラが故障、チームは第8節の4位を最高点に中位に定着。川辺がグラスホッパーへ引き抜かれて以降は攻守に精彩を欠き、この年降格する仙台にシーズン敗北を喫した第33節を以て城福の退任が決定（試合に敗れたもののJ1残留も確定）。残る5試合は沢田謙太郎ヘッドコーチが監督職を引き継いだが状態は上向くことなく、リーグ11位でフィニッシュ。また、天皇杯初戦（2回戦から登場）では本職ではない選手をDFに置くなど極端なターンオーバーを行った挙句、関西サッカーリーグ1部に所属するおこしやす京都ACに1-5で大敗するなど、リーグ戦順位以上に屈辱的な1年を過ごした。

### 2022年 - （スキッベ時代）
2022年
ミヒャエル・スキッベを新監督に、前岡山監督の有馬賢二や前川崎GKコーチの菊池新吉らを新コーチに迎えるなど、スタッフを大きく入れ替えて開幕を迎える。
コロナ禍による日本への入国制限でスキッベの来日が遅れ、迫井深也ヘッドコーチの指揮した序盤こそ苦戦したものの、下部組織出身の満田誠、野津田岳人、川村拓夢、過去にスキッベの下でプレーしたナッシム・ベン・カリファらが台頭。リーグ第28節で2019年以来の5連勝を飾り、暫定ながら首位に立つなど上位争いを演じた。終盤は川崎との直接対決に敗れて以降は1勝2敗2分と失速したものの、リーグ戦ではACLプレーオフ圏内となる3位でフィニッシュした
天皇杯は、ホンダロックSC、横浜FC、ザスパクサツ群馬、C大阪、京都を下し、2013年以来9大会ぶりの決勝進出を果たした。ヴァンフォーレ甲府との決勝戦では延長後半・PK戦で2度のPK失敗を喫し敗戦。これで天皇杯決勝は東洋工業時代を含めて9連敗（Jリーグ発足後だけでも6連敗）となってしまった。
ルヴァンカップは名古屋、清水、徳島と同居するグループBを4勝2敗で首位通過。プレーオフで札幌に勝利し3年ぶりの決勝トーナメント進出。準々決勝で横浜FM、準決勝で福岡を破り、2014年大会以来8年ぶり、2022年シーズンでは通算4回目の対戦となるC大阪が待つ決勝に駒を進めた。優勝を逃した天皇杯決勝の翌週に行われた決勝では佐々木が大迫に出したパスをユース出身のC大阪加藤陸次樹に掻っ攫われて先制点を奪われるも、夏の補強で加入したピエロス・ソティリウが途中出場から試合終了間際に2ゴールを挙げ、逆転勝利 で悲願のルヴァンカップ初優勝を果たした。
2023年
第10節終了時点では2位になったが、怪我人の続出や得点力不足に喘ぎ、勝ちを重ねられず徐々に順位が低下。さらに夏の移籍で森島司が退団するが、加藤陸次樹がユース卒業以来の復帰を果たしすぐに先発メンバーに定着、マルコス・ジュニオールも稼働は短時間ながら卓越した攻撃力を発揮して穴を埋める。怪我人の復帰した後半戦は持ち直し、2年連続で3位の成績を収めた。なお、J1・33節のG大阪戦がエディオンスタジアム広島での最終公式戦となり、3-0の勝利で華を添えた。同年限りで林卓人が引退（前述G大阪戦に途中出場）、2002年よりスカウト・2015年より強化部長を務めた足立修が公益社団法人日本プロサッカーリーグ（Jリーグ）入りにより退任した。
2024年
6月に野津田岳人、7月には好調を維持していた大橋祐紀がそれぞれ海外移籍で退団した。同月にトルガイ・アルスランを、9月にゴンサロ・パシエンシアを獲得するなど戦力の充実を計った。第28節で優勝を争う町田との直接対決に勝利し町田との勝ち点を3に広げたが、第34節で湘南に敗れて12試合ぶりとなる敗戦も勝ち点1差で首位を守った。第35節で京都に敗れて、3試合を残して首位を神戸に奪われた。神戸との勝ち点差1の2位で最終節を迎え、逆転優勝を目指してG大阪と対戦するも1-3で敗戦、一方の神戸は勝利したため優勝、第35節まで首位に立ちながら優勝を逃して2位でシーズンを終えた。一方のリーグカップ、天皇杯は共にベスト8で終えた。シーズン終了後、21シーズン在籍した青山敏弘が引退、11シーズン在籍した柏好文、ドウグラス・ヴィエイラ、エゼキエウ、ピエロス・ソティリウが退団した。ゴンサロ・パシエンシアも双方の話し合いの上で契約を解除して退団した。
2025年
昨シーズン引退した青山敏弘がコーチに就任。
松本泰志（浦和）、住吉ジェラニレショーン（清水）、土肥航大（鳥取）を完全移籍で放出。志知孝明（福岡）、満田誠（G大阪）がそれぞれ期限付き移籍。
磐田からジャーメイン良、湘南から田中聡、横浜FCから井上潮音、札幌から菅大輝、マッカーサーFCからヴァレール・ジェルマンがそれぞれ完全移籍加入。大学生は早稲田大学からヒル袈依廉、明治大学から中村草太が加入。群馬に期限付き移籍していた仙波大志が復帰。

## タイトル・表彰

### 国内タイトル
- J1リーグ
  - 年間：3回
    - 2012, 2013, 2015

  - 1stステージ：1回
    - 1994

  - 2ndステージ：1回
    - 2015
- J2リーグ：1回
  - 2008
- Jリーグカップ：1回
  - 2022
- スーパーカップ：5回
  - 2008, 2013, 2014, 2016, 2025

### その他タイトル
- トヨタプレミアカップ：1回
  - 2016

### 表彰
日本年間最優秀選手賞
- 2012年 - 佐藤寿人

Jリーグ
- MVP
  - 2012年 - 佐藤寿人
  - 2015年 - 青山敏弘
- 得点王
  - 2012年 - 佐藤寿人（22ゴール）
  - 2016年 - ピーター・ウタカ（19ゴール）
- ベストイレブン
  - 1994年 - 高木琢也
  - 2005年 - 佐藤寿人
  - 2010年 - 槙野智章
  - 2012年 - 西川周作、水本裕貴、青山敏弘、髙萩洋次郎、佐藤寿人
  - 2013年 - 西川周作、青山敏弘
  - 2014年 - 塩谷司
  - 2015年 - 塩谷司、青山敏弘、ドウグラス
  - 2016年 - 塩谷司
- 新人王（ベストヤングプレーヤー賞）
  - 2000年 - 森崎和幸
  - 2015年 - 浅野拓磨
- フェアプレー賞/高円宮杯：8回
  - 2010年・2012年・2013年・2014年・2015年・2016年・2017年・2018年
- フェアプレー個人賞
  - 2004年 - 下田崇
  - 2007年 - 佐藤寿人
  - 2009年 - 服部公太
  - 2010年 - 槙野智章
  - 2012年 - 佐藤寿人
  - 2013年 - 佐藤寿人
  - 2014年 - 水本裕貴
  - 2017年 - 水本裕貴
- 最優秀監督賞
  - 2012年 - 森保一
  - 2013年 - 森保一
  - 2015年 - 森保一
- 優秀監督賞
  - 2022年 - ミヒャエル・スキッベ

Jリーグカップ
- ニューヒーロー賞
  - 2010年 - 髙萩洋次郎
- 得点王
  - 2009年 - 佐藤寿人
  - 2022年 - ジュニオール・サントス
- MVP
  - 2022年 - ピエロス・ソティリウ

その他
- AFC月間最優秀ゴール賞：久保竜彦（2000年8月19日、J1・2nd第10節 G大阪戦）[131]
- FIFAクラブワールドカップ得点王：佐藤寿人（2012年）
- FIFAプスカシュ賞ノミネート：佐藤寿人（2014年3月8日、J1第2節 川崎戦）

## 記録

### クラブ記録
公式戦初試合
- リーグ戦：2-1（1993年5月16日、Jサントリーカップ第1節 市原戦）
- リーグ杯：2-3（1992年9月6日、ヤマザキナビスコカップ第1節 読売ヴェルディ戦）
- カップ戦：2-0（1992年12月5日、天皇杯1回戦 同志社大学戦）

1試合最多
- 得点
  - リーグ戦：7-1（2008年9月7日、J2第34節 岐阜戦）
  - リーグ杯：7-0（2009年5月30日、ヤマザキナビスコカップ第4節 大宮戦）
  - カップ戦：11-2（2024年6月12日、天皇杯2回戦 FCバレイン下関戦）
- 失点
  - リーグ戦：0-7（2009年10月25日、J1第30節 川崎戦）
  - リーグ杯：3-6（2016年9月4日、YBCルヴァンカップ準々決勝第2戦 G大阪戦）
  - カップ戦：1-5（2021年6月16日、天皇杯2回戦 対おこしやす京都AC戦）

公式戦連続記録
- 勝敗
  - 連勝：10試合（J2リーグ戦のみ、2003年3月23日－2003年5月10日）
  - 連敗：7試合（J1リーグ戦のみ、2002年7月24日－2002年8月31日）
  - 未敗戦：17試合（J1リーグ戦）2023年9月30日－2024年5月3日）
  - 未勝利：14試合（1（天皇杯）＋10（J1）＋3（ヤマザキナビスコカップ）、2005年12月10日－2006年4月29日）
  - 引分：4試合（J1リーグ戦　2004年10月3日－2004年10月31日、2024年4月14日－2024年5月3日）
- 得失点
  - 得点：25試合（7（J1）＋13（J2）＋1（ヤマザキナビスコカップ）＋4（天皇杯）、2008年5月11日－2009年4月26日）
  - 無失点：7試合（J2リーグ戦のみ、2003年9月6日－2003年10月11日）
  - 無得点
    - 4試合（2（J）＋2（チャンピオンシップ）、1994年11月16日－1994年12月2日）
    - 4試合（Jリーグ戦のみ、1995年8月26日－1995年9月9日）

  - 失点：17試合（12（J1）＋3（ヤマザキナビスコカップ）＋2（カップ）、2005年11月27日－2006年4月29日）

### 個人記録
試合出場記録
- 最年少：髙萩洋次郎（2種登録）、16歳8ヶ月3日（2003年4月5日、J2第4節 湘南戦）
- 最年長：林卓人、41歳3ヶ月16日（2023年11月25日、J1第33節 G大阪戦）
- 1シーズン最多：柳本啓成、55試合（50（J）＋5（カップ）、1995年）
- 在籍最多：森崎和幸、590試合（430（J1）＋74（J2）＋51（リーグ杯）＋42（カップ）＋2（入替戦）＋2（スーパーカップ）＋5（ACL）＋5（クラブW杯）、1999年－2018年）
- 公式戦連続：服部公太、143試合（74（J1）＋44（J2）＋14（リーグ杯）＋11（カップ）、2002年11月30日－2006年4月22日）
  - リーグ戦のみ：服部公太、218試合（133（J1）＋85（J2）、2002年11月30日－2008年11月30日）

ゴール記録
- 最年少：髙柳一誠（2種登録）、17歳10ヶ月10日（2004年7月24日、ナビスコカップ第6節 東京V戦）
  - リーグ戦：髙萩洋次郎、18歳0ヶ月19日（2004年8月21日、J1・2nd第2節 C大阪戦）
- 最年長：柴崎晃誠、38歳9カ月21日（2023年6月18日、ルヴァンカップ第6節 名古屋戦）
  - リーグ戦：柴崎晃誠、37歳7カ月8日（2022年4月10日、J1第8節 福岡戦）
- 1シーズン最多：佐藤寿人、31ゴール（28（J2）＋2（カップ）＋1（スーパーカップ）、2008年）
- 1シーズン最多(J1リーグのみ)：佐藤寿人、22ゴール(2012年)
- 1試合個人最多：高橋泰、4ゴール（2003年4月19日、J2第7節 横浜FC戦）
- 在籍最多：佐藤寿人、201ゴール（134（J1）＋28（J2）＋21（リーグ杯）＋12（カップ）＋2（スーパーカップ）＋1（ACL）＋3（クラブW杯）、2005年－2014年現在）
- 公式戦連続：森崎浩司、5試合（J2リーグにて、2003年4月19日－2003年5月10日）、李忠成（J1リーグにて、2010年9月18日－2010年10月24日）

その他
- 最長在籍年数：21年
  - 青山敏弘（2004年－2024年）
- 公式戦連続フルタイム出場：服部公太、143試合（上記連続出場と同じ）
  - リーグ戦のみ：服部公太、171試合（127（J1）＋44（J2）、2002年11月30日－2007年10月6日）
- 公式戦初ゴール：森保一（1992年9月6日、ヤマザキナビスコカップ第1戦 読売V戦、前半25分）
  - リーグ戦初ゴール：風間八宏（1993年5月16日、Jサントリー第1節 市原戦、前半1分）
- 兄弟初アベックゴール：森崎和幸・森崎浩司（2004年5月5日、J1・1st第8節 C大阪戦）

## 国際記録

### 国際試合
- 親善および練習試合は除く
- 2013年から広島ビッグアーチはネーミングライツ導入しエディオンスタジアム広島となったが、FIFA（国際サッカー連盟）の規定により、FIFA主管AFCチャンピオンズリーグでAFC（アジアサッカー連盟）公式スポンサー以外の私企業の名前を冠したスタジアム名等をつける事が禁止されている。

| 開催年 | 月日     | 大会名                     | 対戦相手                           | 会場                             | 結果           |
| ------ | -------- | -------------------------- | ---------------------------------- | -------------------------------- | -------------- |
| 2010年 | 2月24日  | ACL2010 グループリーグ     | 山東魯能泰山                       | 広島ビッグアーチ                 | ● 0-1          |
| 2010年 | 3月10日  | ACL2010 グループリーグ     | 浦項スティーラース                 | 浦項スティールヤード             | ● 1-2          |
| 2010年 | 3月24日  | ACL2010 グループリーグ     | アデレード・ユナイテッドFC         | ハインドマーシュ・スタジアム     | ● 2-3          |
| 2010年 | 3月30日  | ACL2010 グループリーグ     | アデレード・ユナイテッドFC         | 広島ビッグアーチ                 | ○ 1-0          |
| 2010年 | 4月13日  | ACL2010 グループリーグ     | 山東魯能泰山                       | 山東省体育中心体育場             | ○ 3-2          |
| 2010年 | 4月27日  | ACL2010 グループリーグ     | 浦項スティーラース                 | 広島ビッグアーチ                 | ○ 4-3          |
| 2012年 | 12月6日  | FCWC2012 1回戦             | オークランド・シティFC             | 横浜国際総合競技場               | ○ 1-0          |
| 2012年 | 12月9日  | FCWC2012 準々決勝          | アル・アハリ                       | 豊田スタジアム                   | ● 1-2          |
| 2012年 | 12月12日 | FCWC2012 5位決定戦         | 蔚山現代FC                         | 豊田スタジアム                   | ○ 3-2          |
| 2013年 | 2月27日  | ACL2013 グループリーグ     | ブニョドコル                       | 広島ビッグアーチ                 | ● 0-2          |
| 2013年 | 3月13日  | ACL2013 グループリーグ     | 北京国安                           | 北京工人体育場                   | ● 1-2          |
| 2013年 | 4月2日   | ACL2013 グループリーグ     | 浦項スティーラース                 | 広島ビッグアーチ                 | ● 0-1          |
| 2013年 | 4月10日  | ACL2013 グループリーグ     | 浦項スティーラース                 | 浦項スティールヤード             | △ 1-1          |
| 2013年 | 4月23日  | ACL2013 グループリーグ     | ブニョドコル                       | JARスタジアム                    | △ 0-0          |
| 2013年 | 4月30日  | ACL2013 グループリーグ     | 北京国安                           | 広島ビッグアーチ                 | △ 0-0          |
| 2014年 | 2月25日  | ACL2014 グループリーグ     | 北京国安                           | 広島ビッグアーチ                 | △ 1-1          |
| 2014年 | 3月11日  | ACL2014 グループリーグ     | セントラルコースト・マリナーズ     | セントラルコースト・スタジアム   | ● 1-2          |
| 2014年 | 3月19日  | ACL2014 グループリーグ     | FCソウル                           | 広島ビッグアーチ                 | ○ 2-1          |
| 2014年 | 4月1日   | ACL2014 グループリーグ     | FCソウル                           | ソウルワールドカップ競技場       | △ 2-2          |
| 2014年 | 4月16日  | ACL2014 グループリーグ     | 北京国安                           | 北京工人体育場                   | △ 2-2          |
| 2014年 | 4月23日  | ACL2014 グループリーグ     | セントラルコースト・マリナーズ     | 広島ビッグアーチ                 | ○ 1-0          |
| 2014年 | 5月7日   | ACL2014 ラウンド16         | ウェスタン・シドニー・ワンダラーズ | 広島ビッグアーチ                 | ○ 3-1          |
| 2014年 | 5月14日  | ACL2014 ラウンド16         | ウェスタン・シドニー・ワンダラーズ | パラマタ・スタジアム             | ● 0-2          |
| 2015年 | 12月10日 | FCWC2015 1回戦             | オークランド・シティFC             | 横浜国際総合競技場               | ○ 2-0          |
| 2015年 | 12月13日 | FCWC2015 準々決勝          | マゼンベ                           | 長居スタジアム                   | ○ 3-0          |
| 2015年 | 12月16日 | FCWC2015 準決勝            | リーベル・プレート                 | 長居スタジアム                   | ● 0-1          |
| 2015年 | 12月20日 | FCWC2015 3位決定戦         | 広州恒大                           | 横浜国際総合競技場               | ○ 2-1          |
| 2016年 | 2月23日  | ACL2016 グループリーグ     | 山東魯能泰山                       | 広島広域公園陸上競技場           | ● 1-2          |
| 2016年 | 3月1日   | ACL2016 グループリーグ     | FCソウル                           | ソウルワールドカップ競技場       | ● 1-4          |
| 2016年 | 3月16日  | ACL2016 グループリーグ     | ブリーラム・ユナイテッド           | 広島広域公園陸上競技場           | ○ 3-0          |
| 2016年 | 4月5日   | ACL2016 グループリーグ     | ブリーラム・ユナイテッド           | ブリーラム・スタジアム           | ○ 2-0          |
| 2016年 | 4月20日  | ACL2016 グループリーグ     | 山東魯能泰山                       | 済南オリンピックスポーツセンター | ● 0-1          |
| 2016年 | 5月4日   | ACL2016 グループリーグ     | FCソウル                           | 広島広域公園陸上競技場           | ○ 2-1          |
| 2019年 | 2月19日  | ACL2019 プレーオフステージ | チェンライ・ユナイテッド           | 広島広域公園陸上競技場           | 〇 0-0（PK4-3) |
| 2019年 | 3月5日   | ACL2019 グループリーグ     | 広州恒大                           | 広州天河体育中心体育場           | ● 0-2          |
| 2019年 | 3月12日  | ACL2019 グループリーグ     | メルボルン・ビクトリー             | 広島広域公園陸上競技場           | 〇 2-1         |
| 2019年 | 4月10日  | ACL2019 グループリーグ     | 大邱FC                             | 広島広域公園陸上競技場           | 〇 2-0         |
| 2019年 | 4月23日  | ACL2019 グループリーグ     | 大邱FC                             | 大邱フォレストアレーナ           | 〇 1-0         |
| 2019年 | 5月8日   | ACL2019 グループリーグ     | 広州恒大                           | 広島広域公園陸上競技場           | 〇 1-0         |
| 2019年 | 5月22日  | ACL2019 グループリーグ     | メルボルン・ビクトリー             | レクタンレギュラースタジアム     | 〇 3-1         |
| 2019年 | 6月18日  | ACL2019 ラウンド16         | 鹿島アントラーズ                   | カシマサッカースタジアム         | ● 0-1          |
| 2019年 | 6月25日  | ACL2019 ラウンド16         | 鹿島アントラーズ                   | 広島広域公園陸上競技場           | 〇 3-2         |

### 国際大会出場選手
| W杯 - 1994年 - 盧廷潤 - 2006年 - 駒野友一 - 2014年 - 青山敏弘 - 黄錫鎬 | コンフェデ杯 - 1995年 - 森保一 - 柳本啓成 - 2001年 - 久保竜彦 - 2013年 - 西川周作 | アジア杯 - 1992年 - 森保一 - 高木琢也 - 前川和也 - 1996年 - 高木琢也 - 柳本啓成 - 路木龍次 - 2000年 - 下田崇 - 久保竜彦 - 2007年 - 駒野友一 - 佐藤寿人 - 2011年 - 李忠成 - 森脇良太 - 2015年 - 塩谷司 - 2019年 - 青山敏弘 - 佐々木翔 |

| 夏季五輪（U-23代表） - 1996年 - 上村健一 - 下田崇 - 路木龍次 - 2004年 - 駒野友一 - 森崎浩司 - 2012年 - 黄錫鎬 - 2016年 - 塩谷司(オーバーエイジ枠) | アジア大会（A代表【1994年】 U-23代表【2002年～】) - 1994年 - 森山佳朗 - 高木琢也 - 2002年 - 駒野友一 - 森崎和幸 - 2006年 - 青山敏弘 - 佐藤昭大 - 前田俊介 - 2014年 - 野津田岳人 - 吉野恭平 - 2018年 - 松本泰志 |

| U-20W杯 - 1995年 - 大木勉 - 下田崇 - 2001年 - 駒野友一 - 森崎和幸 - 森崎浩司 - 2003年 - 茂木弘人 - 2005年 - 前田俊介 - 吉弘充志 - 2007年 - 柏木陽介 - 平繁龍一 - 槙野智章 | U-17W杯 - 2007年 - 岡本知剛 - 原裕太郎 - 2013年 - 白岡ティモシィ - 宮原和也 |

アラカルト
- 日本人初招集
  - 高木琢也：1992年5月31日キリンチャレンジカップ対アルゼンチン代表戦
  - 前川和也：同上
  - 森保一：同上
- 日本人初国際Aマッチ出場
  - 高木琢也：1992年5月31日キリンチャレンジカップ対アルゼンチン代表戦
  - 森保一：同上
- 在籍時日本人最多キャップ：高木琢也：45試合（1992年－1997年）
- 在籍時日本人最多ゴール：高木琢也：27ゴール（1992年－1997年）

## エピソード・アラカルト

### チーム名およびチームカラー
決定に直接携わった今西和男およびフロントスタッフは次のように語っている。
チーム名は公募したところ、県花である「モミジ」やそこから連想する「赤」、そして「毛利元就」に関するものなど様々な候補が寄せられた。その中で最多案ではなかったが、元就の故事・三本の矢にちなんだ「スリーアローズ」がクラブスタッフの目に止まった。ただ商標登録されていたため、それをもじり「サンフレッチェ」という名をスタッフ会議で作りだした。
次にチームカラーは、当初マツダのチームカラーである「青」 を考えていたが、他チームと色が被らないようにというJリーグ側の意向もあり、スタッフ会議でチームカラーの一新も決定した。そこで、広島サッカー界の名門である広島一中（現国泰寺高校）のチームカラーにあやかり、聖徳太子の冠位十二階で最上位を象徴し高貴なイメージがあるため、さらにはナイトゲームで最も映える色として事前調査で判明したため、「紫」に決定した。
そこからチーム名を「パープル」にする提案も出たが、語感の悪さから却下された。
また、川淵三郎の著書『虹を掴む』の中にも以下のようなエピソードがある。
川淵と広島球団社長との酒席で、広島社長がチーム名は「高貴な色」を付けた「広島パープル」に決定したと話した。川淵は愛称的なチーム名を期待していたが色だけのチーム名に難色を示し、その場にいた芸者らも川淵の意見に賛同して改名を考慮、結果としてチーム名は公募され、最も多かった毛利元就の「三本の矢」の故事にちなんだ「スリーアローズ」をさらにもじり、「サンフレッチェ」の名前が誕生した。
チームカラー選定時の事業担当者だった木之本興三は、著書『日本サッカーに捧げた両足』の中で、
広島の関係者に「英語のパープルには《高貴な》という意味があります。色にしても意味合いにしても最高じゃないですか。紫ならどこのチームと重なり合うことはありませんから。地元でも敵地でも《紫と言えば広島》が定着し、非常に良い相乗効果を生み出すことでしょう」と、当時勧めたが、2012年シーズンで初優勝して、紫色で埋め尽くされたサンフレッチェの優勝パレードをテレビで観て、「あの時から20年、およそサッカーのユニフォームらしくない色の広島が初優勝の偉業を成し遂げるとは、と大きな喜びを感じた」と書いている。
1993年当時は組織内のトリオを「○○のサンフレッチェ」と自称するものも出てきた。
- 西武ライオンズ：鹿取義隆・潮崎哲也・杉山賢人 - 救援投手。1993年の日本シリーズも参照。
- 自民党：河野洋平・石原慎太郎・橋本龍太郎 - 1993年衆議院議員総選挙で敗れ野党に転落したときに、党を担う次世代の若手としてアピールした。

設立当時はユニフォームなどで赤紫（パープル）を用いていたが、同じ紫をチームカラーとしている京都サンガF.C.（京紫）との差別化を図り近年は青紫（バイオレット）を用いている。
2011年に、ユニホームサプライヤーがそれまでのミズノからナイキに変更され、2024年現在まで続いている。2011年のみアウェー用ユニホームがそれまでの白から「朱色」に変更された。これは厳島神社の鳥居をイメージする色として採用されたという。

### 記録・出来事
チェアマン杯破損
1994年6月11日、磐田スタジアムで行われたジュビロ磐田戦で、広島は2-1で勝利し、サントリーシリーズ優勝を決めた。選手は喜びのあまり授与された高級クリスタル製のチェアマン杯（HOYAクリスタル特製）を、頭に被ったり振り回したりしてはしゃいでいた。
ところがこの際、チェアマン杯をサポーターに見せようと、チームトレーナーが踏み台に上がろうとしたとき、興奮しすぎたため誤って転倒して手から落とし、チェアマン杯は粉々に破損。この珍事は翌日のスポーツ新聞紙面を飾った。クラブはその場でJリーグ側に陳謝、その後クラブには新しいチェアマン杯が送られた。この件以降、チェアマン杯は金属製となった。また、割った旧チェアマン杯のかけらは広島の選手スタッフおよびサポーター総出でかき集め、一旦溶かされてペンダントとなった。
ユニフォーム忘れ
1995年4月1日、熊本市水前寺競技場で横浜フリューゲルス戦が行われた。当時九州にはJリーグチームがなく、この試合は熊本県をホームタウンとほぼ同等の権限を持った特別活動地域の1つとしていた横浜Fのホームゲームだった。広島は、4日後の4月5日に万博記念競技場でガンバ大阪戦を控えており、アウェーゲームが続くため横浜F戦を前に2試合分の準備をし熊本にはそれら2試合分のアウェー用道具を持参していた。そのため持参したのはアウェー用として使っていた2ndユニフォームの白だったが、対戦相手の横浜Fの1stユニフォームは白。2つのアウェー用道具を一緒に事前準備していたためスタッフは間違いを犯した。水前寺競技場に着いて間違いに気付いた広島は球団事務所に紫の1stユニフォームを熊本まで届けるように頼んだ ものの間に合わなかった。
広島は横浜Fの了解を得て、まず白ユニを紫に着色することを思いつき、熊本県サッカー協会からスプレーを借りたが時間が足りなかった。そこで、競技場に来ていたサポーターからレプリカユニフォームを借り、それにテープで背番号を貼って試合に臨んだ。借りたユニフォームは当然サポーターのものなので、スポンサーのロゴが描かれていないものもあった。パンツとストッキングは2ndユニフォームを使用したので、上から紫・紫・白という組み合わせだった。
この試合はNHKBSにより生放送され、延長前半12分にイワン・ハシェックのVゴールで広島が勝利しJ通算50勝を達成した。広島の営業はスポンサーに詫びを入れに回り、Jリーグから制裁金が課せられた。
レプリカユニを借りたサポーターには「選手が着用したものだから洗わずに今すぐ返してほしい」と言われ、後日この試合でベンチ入りした監督・選手全員のサイン入り色紙をプレゼントした。
初のJ2クラブ「日本一」達成
2008年3月1日、国立霞ヶ丘競技場陸上競技場で行われたゼロックス・スーパーカップにおいて、この年からJ2へ降格する広島が、前年のJリーグ年間王者ならびに天皇杯覇者であった鹿島アントラーズに勝利し、2部制ができた1999年以降初めてJ2のクラブがJ2リーグ戦優勝以外のタイトルを獲得する偉業を達成した。
初の「ベストメンバー規定」違反による罰則
2009年6月3日、ナビスコ杯・対大分トリニータ戦において、先発メンバーのうち10人がJリーグ規約第42条違反、俗に言うベストメンバー違反とされ、同年9月15日のJリーグ理事会にて制裁金を科された。広島は事前にリーグ側に規約について問い合わせを行っている事もあり、逆に規約の問題点も浮き彫りとなった。

### 交流
吉田町（安芸高田市）
チーム名は上記のとおり毛利元就の故事にちなんで命名されたもので、このことから元就ゆかりの地である高田郡吉田町（現：安芸高田市）とサンフレッチェとの交流が始まった。その後交流が進み、安芸高田市サッカー公園完成や、毎年清神社に必勝祈願参拝するなど、現在の吉田町はサンフレッチェのマザータウンとなっている。
横川町（西区）
2007年3月、広電バスがホームゲーム開催日に、JR・広電横川駅とビッグアーチを結ぶ臨時シャトルバスを開通した。このとき、サポーターが横川町商店街に、ポスターの張り出しやのぼり旗を掲げるようお願いして回った。これが契機となり、商店街ではサンフレッチェを応援する動きが始まった。試合前日には、横川駅にてクラブ職員および選手が試合告知活動を行っている。
他のJリーグクラブへの協力
発足当初、兵庫以西で唯一のJリーグクラブだったことから、広島は後に参入した西日本のクラブに積極的にノウハウ伝達や選手移籍などの支援を行ってきており、アビスパ福岡やヴィッセル神戸はスタッフに広島出身者を抱えていた。
大分トリニータや愛媛FCは、創設時に元広島総監督の今西和男がアドバイザーとして参加したこともあり、それぞれのクラブが成熟するまで、スタッフの派遣・若手選手のレンタル移籍・戦力外になった選手の斡旋などを精力的に行っていた。
2008年、中国・四国地方のJリーグクラブで中国・四国Jクラブ情報懇談会を結成。定期的に集まり、おのおのクラブ運営の問題解決にむけ意見交換を行っている。
他競技交流
広島県内を拠点として活躍する8競技9団体でトップス広島（異競技間交流ネットワーク）を結成、相互競技応援や若年層向けにスポーツ教室の開催、自治体が主催するスポーツによる地域活性化事業に参加するなどしている。
それとは別に2競技1文化団体によるP3 HIROSHIMA（広島三大プロ共同体）という地域活性化プロジェクトを開始、家族向けに夏休み期間中各団体活動を体験する事業を行っている。

### その他
エースのチャント
1995年から2002年（後、2008年に復帰）までサンフレッチェのエースストライカーであった久保竜彦のチャントは『君の瞳に恋してる』であった。J2降格と共にチームを去った久保の後継者として生え抜きの茂木弘人や前田俊介が期待されていたが、2005年に小野監督と織田強化部長（いずれも役職は当時のもの）自らが獲得に動いた佐藤寿人が加入。茂木らに期待していたサポーターは佐藤の獲得を疑問視した。しかし佐藤は移籍1年目から2桁得点を挙げ、同年11月27日の第33節ヴィッセル神戸戦でこの年2度目のハットトリックを達成するとサポーターは自然発生的に佐藤を久保のチャントで祝福した。
中野和也がこの日を「佐藤のエース載冠式」と形容したように、以後サポーターの間で『君の瞳に恋してる』はエースストライカーに贈られる特別なチャントと目されている。
サンフレッチェ劇場
ホームであるエディオンスタジアム広島において試合で勝利後、選手がトランジスタメガホン片手にサポーター席の前で選手自身が用意した扮装等パフォーマンスを行っている。
自チームサポーターに向けてパフォーマンスを行っていた中山雅史や岡山一成に憧れた柏木陽介と槙野智章が、2007年にホームゲームで勝利するとサポーター席の前にやってきてパフォーマンスを行っていたのが始まり。当初は2人の名前を取って「カシマキ劇場」と呼ばれていた。翌2008年、ここに森脇良太が加わり、現在の名前となった。森脇移籍後は、千葉を中心に塩谷や野津田、増田卓也等が行っている。
試合後の渋滞が緩和されるとして「クラブ公認」となっており、公式ウェブサイトにこの様子の動画が公開されている。また、スカパー!の試合中継内でも放送される。
ゴールパフォーマンス
2010年に槙野智章と森脇良太（時折GKの西川周作も参加する）を中心にゴール後にさまざまなゴールパフォーマンスを行うようになり、全国ネットのスポーツニュースで取り上げられるなど注目された。槙野は2010年に、森脇は2013年、西川は2014年に広島を退団したが、現在でも佐藤や林を中心にパフォーマンスは続いている。

## 所属

### フロント
- 社長
  - 1992年4月 - 1995年6月 : 古田徳昌
  - 1995年6月 - 1998年6月 : 信藤整
  - 1998年6月 - 2007年12月 : 久保允誉
  - 2008年1月 - 2012年12月 : 本谷祐一
  - 2013年1月 - 2015年2月 : 小谷野薫
  - 2015年2月 - 2017年12月 : 織田秀和
  - 2018年1月 - 2019年12月 : 山本拓也
  - 2020年1月 - 2024年12月 : 仙田信吾
  - 2025年1月 - : 久保雅義
    - 古田・信藤・織田がマツダ系、久保2人・本谷・小谷野がエディオン系、山本・仙田がどちらにも属さない外部からの招聘である。

- 強化担当トップ
  - 1992年 - 2002年 : 今西和男総監督
  - 2003年 - 2005年 : 高田豊治ゼネラルマネージャー
  - 2006年 - 2015年 : 織田秀和強化部長
  - 2015年 - 2023年 : 足立修強化部長
  - 2024年 - : 雨野裕介強化本部長
    - 今西・高田・織田がマツダSCのOBである。

### 育成組織 (アカデミー)
- 公式サイトを参照

## ユニフォーム

### チームカラー
- 紫

色決定経緯については上記エピソード・アラカルト内の「チーム名」欄を参照。

### ユニフォームスポンサー
公式ウェブサイト 参照。なお同スポンサーでも表記名や掲出個所が年により変わっており、詳細は下記を参照。
公式戦用
| 箇所       | スポンサー名             | 表記           | 掲出年   | 備考                                                                                   |
| ---------- | ------------------------ | -------------- | -------- | -------------------------------------------------------------------------------------- |
| 胸         | エディオン               | EDION          | 1997年 - | Jリーグ・カップ戦用 「DeODEO」「YourVoice」表記を含む 名義・掲出場所の変遷は下記を参照 |
| 鎖骨       | エディオン               | EDION光プラス  | 2023年 - | 左側に提出                                                                             |
| 鎖骨       | ハイセンスジャパン       | Hisense        | 2019年 - | 右側に掲出                                                                             |
| 背中上部   | マツダ                   | MAZDA          | 2010年 - | 過去ACL出場時にはACL用胸にも掲出                                                       |
| 背中下部   | ひろぎんホールディングス | ひろぎんHD     | 2017年 - | 2017年 - 2020年は「広島銀行」表記                                                      |
| 袖         | イズミ                   | you me         | 2015年 - | 2014年はパンツに掲出                                                                   |
| パンツ前面 | テラル                   | TERAL          | 2016年 - |                                                                                        |
| パンツ背面 | エディオン               | モバイル e保険 | 2023年 - |                                                                                        |

練習着
| 箇所   | 箇所                     | スポンサー名             | 表記                 | 備考     |
| ------ | ------------------------ | ------------------------ | -------------------- | -------- |
| 胸     | 胸                       | マツダ                   | MAZDA                |          |
| 鎖骨   | 左側                     | マツオカコーポレーション | MATSUOKA CORPORATION |          |
| 鎖骨   | 右側                     | キャリアカレッジジャパン | 資格のキャリカレ     |          |
| 背中   | 通常                     | 村上農園                 | 村上農園             |          |
| 背中   | ウォームアップジャケット | マツダ                   | MAZDA                |          |
| 左袖   | 左袖                     | 良和ハウス               | 良和ハウス           | 半袖のみ |
| 右袖   | ウォームアップジャケット | 中国電力                 | 中国電力             |          |
| 右袖   | 半袖                     | 西川ゴム工業             | nishikawa            |          |
| パンツ | パンツ                   | エディオン               | EDION                |          |

- ユニフォーム左胸のエンブレム上の星（★）は2012年・2013年・2015年各シーズンのJ1での優勝と2022年のJリーグカップ優勝を表している。

### ユニフォームサプライヤーの遍歴
- 1992年 - 2010年：ミズノ
- 2011年 - 現在：ナイキ

### 歴代ユニフォーム
| FP 1st      | FP 1st      | FP 1st      | FP 1st      | FP 1st      |
| ----------- | ----------- | ----------- | ----------- | ----------- |
| 1992 - 1995 | 1996 - 1999 | 2000 - 2002 | 2003 - 2004 | 2005 - 2006 |
| 2007 - 2009 | 2010        | 2011        | 2012        | 2013        |
| 2014        | 2015        | 2016        | 2017        | 2018        |
| 2019        | 2020        | 2021        | 2022        | 2023        |
| 2024        | 2025 -      |             |             |             |
|             |             |             |             |             |

| FP 2nd      | FP 2nd      | FP 2nd      | FP 2nd      | FP 2nd      |
| ----------- | ----------- | ----------- | ----------- | ----------- |
| 1992 - 1995 | 1996 - 1999 | 2000 - 2002 | 2003 - 2004 | 2005 - 2006 |
| 2007 - 2009 | 2010        | 2011        | 2012        | 2013        |
| 2014        | 2015        | 2016        | 2017        | 2018        |
| 2019        | 2020        | 2021        | 2022        | 2023        |
| 2024        | 2025 -      |             |             |             |
|             |             |             |             |             |

| FP Other                      | FP Other                             | FP Other             | FP Other | FP Other            |
| ----------------------------- | ------------------------------------ | -------------------- | -------- | ------------------- |
| 2011 3rd                      | 2012 3rd                             | 2018 8.11 · 平和祈念 | 2019 3rd | 2019 8.3 · 平和祈念 |
| 2021 · LIMITED · カープコラボ | 2024 · 親善試合 · シュツットガルト戦 |                      |          |                     |
|                               |                                      |                      |          |                     |

平和祈念ユニフォーム
2018年
2018年6月、8月11日にホームで行われる長崎戦で『ピースマッチ～One Ball. One World.スポーツができる平和に感謝～』の開催を発表。平和首長会議の後援のもと、選手・観客が一体となって世界恒久平和の実現を、全世界へ発信することを狙いとしている。なおこの試合で、平和祈念モデルのユニフォームを着用。両肩に6羽の折り鶴、右胸にピースマッチのキャッチコピーである『One Ball. One World.』 のロゴをあしらい、サッカーを通じて、世界平和を願い続ける想いを表現。お互いを尊重しあい、エールを交換する意味を込めて、お互いのチームカラーの番号を身に纏う。なお、広島のユニフォームには、長崎のチームカラーである青とオレンジで構成された番号がデザインされている。1試合限定で着用すると共に、この平和祈念ユニフォームの売上の一部を、原爆ドーム保存事業等に関する基金へ寄付することにしている。
2019年
2019年8月3日に行われる、ピースマッチ1試合限定で着用。背番号カラーは、広島の復興と平和の象徴である、クスノキ（市の木）やキョウチクトウ（市の花）などをイメージした緑を起用。また、左胸にピースマッチロゴ、背番号下部には広島の風景をデザインしている。なお、平和祈念ユニフォームの売上の一部は、原爆ドーム保存事業等に関する基金へ寄付することになっている。

### 歴代ユニフォームスポンサー表記
中国新聞HP の過去の成績で1996年以降のスポンサーを確認できる。
| 年度 | 箇所                              | 箇所          | 箇所    | 箇所     | 箇所       | 箇所           | 箇所                                   | 箇所           | サプライヤー | 配色   | 配色   | 配色   |
| 年度 | 胸                                | 鎖骨左        | 鎖骨右  | 背中上部 | 背中下部   | 袖             | パンツ前面                             | パンツ背面     | サプライヤー | 1st    | 2nd    | 3rd    |
| 1992 | -                                 | 解禁前        | 解禁前  | -        | 解禁前     | mazda          | -                                      | 解禁前         | Mizuno       | 紫白紫 | 白紫白 | -      |
| 1993 | Ford                              | 解禁前        | 解禁前  | JUKEN    | 解禁前     | mazda          | -                                      | 解禁前         | Mizuno       | 紫白紫 | 白紫白 | -      |
| 1994 | Ford                              | 解禁前        | 解禁前  | JUKEN    | 解禁前     | mazda          | -                                      | 解禁前         | Mizuno       | 紫白紫 | 白紫白 | -      |
| 1995 | mazda                             | 解禁前        | 解禁前  | JUKEN    | 解禁前     | -              | -                                      | 解禁前         | Mizuno       | 紫白紫 | 白紫白 | -      |
| 1996 | mazda                             | 解禁前        | 解禁前  | JUKEN    | 解禁前     | -              | -                                      | 解禁前         | Mizuno       | 紫紫紫 | 白白白 | -      |
| 1997 | DeODEO                            | 解禁前        | 解禁前  | JUKEN    | 解禁前     | -              | -                                      | 解禁前         | Mizuno       | 紫紫紫 | 白白白 | -      |
| 1998 | DeODEO                            | 解禁前        | 解禁前  | JUKEN    | 解禁前     | -              | -                                      | 解禁前         | Mizuno       | 紫紫紫 | 白白白 | -      |
| 1999 | DeODEO                            | 解禁前        | 解禁前  | JUKEN    | 解禁前     | Calbee         | -                                      | 解禁前         | Mizuno       | 紫紫紫 | 白白白 | -      |
| 2000 | DeODEO                            | 解禁前        | 解禁前  | JUKEN    | 解禁前     | Calbee         | -                                      | 解禁前         | Mizuno       | 紫紫紫 | 白白白 | -      |
| 2001 | DeODEO                            | 解禁前        | 解禁前  | JUKEN    | 解禁前     | Calbee         | -                                      | 解禁前         | Mizuno       | 紫紫紫 | 白白白 | -      |
| 2002 | DeODEO                            | 解禁前        | 解禁前  | JUKEN    | 解禁前     | Calbee         | -                                      | 解禁前         | Mizuno       | 紫紫紫 | 白白白 | -      |
| 2003 | YourVoice                         | 解禁前        | 解禁前  | LifeCARD | 解禁前     | Calbee         | DeODEO                                 | 解禁前         | Mizuno       | 紫白紫 | 白紫白 | -      |
| 2004 | DeODEO                            | 解禁前        | 解禁前  | LifeCARD | 解禁前     | Calbee         | -                                      | 解禁前         | Mizuno       | 紫白紫 | 白紫白 | -      |
| 2005 | DeODEO                            | 解禁前        | 解禁前  | LifeCARD | 解禁前     | Calbee         | アーバンコーポレイション               | 解禁前         | Mizuno       | 紫紫紫 | 白紫白 | -      |
| 2006 | DeODEO                            | 解禁前        | 解禁前  | LifeCARD | 解禁前     | Calbee         | アーバンコーポレイション               | 解禁前         | Mizuno       | 紫紫紫 | 白紫白 | -      |
| 2007 | DeODEO                            | 解禁前        | 解禁前  | LifeCARD | 解禁前     | Calbee         | アーバンコーポレイション               | 解禁前         | Mizuno       | 紫紫紫 | 白白白 | -      |
| 2008 | DeODEO                            | 解禁前        | 解禁前  | LifeCARD | 解禁前     | Calbee         | アーバンコーポレイション               | 解禁前         | Mizuno       | 紫紫紫 | 白白白 | -      |
| 2009 | DeODEO                            | 解禁前        | 解禁前  | LifeCARD | 解禁前     | Calbee         | エディオン                             | 解禁前         | Mizuno       | 紫紫紫 | 白白白 | -      |
| 2010 | DeODEO / MAZDA                    | 解禁前        | 解禁前  | MAZDA    | 解禁前     | Calbee         | エディオン                             | 解禁前         | Mizuno       | 紫紫紫 | 白白白 | -      |
| 2011 | DeODEO （1st・2nd） edion （3rd） | 解禁前        | 解禁前  | MAZDA    | 解禁前     | AS進学セミナー | エディオン （1st・2nd） DeODEO （3rd） | 解禁前         | Nike         | 紫紫紫 | 朱朱朱 | 白白白 |
| 2012 | エディオン                        | 解禁前        | 解禁前  | MAZDA    | 解禁前     | AS進学セミナー | イードットコム                         | 解禁前         | Nike         | 紫紫紫 | 朱朱朱 | 白白白 |
| 2013 | EDION / MAZDA                     | 解禁前        | 解禁前  | MAZDA    | 解禁前     | 万田酵素       | クオルネット                           | 解禁前         | Nike         | 紫紫紫 | 白白白 | -      |
| 2014 | EDION / MAZDA                     | 解禁前        | 解禁前  | MAZDA    | 解禁前     | Manda          | you me                                 | 解禁前         | Nike         | 紫紫紫 | 白白白 | -      |
| 2015 | EDION                             | 解禁前        | 解禁前  | MAZDA    | 解禁前     | you me         | SKYACTIV                               | 解禁前         | Nike         | 紫紫紫 | 白白白 | -      |
| 2016 | EDION / MAZDA                     | 解禁前        | 解禁前  | MAZDA    | -          | you me         | TERAL                                  | 解禁前         | Nike         | 紫紫紫 | 白白白 | -      |
| 2017 | EDION                             | 解禁前        | 解禁前  | MAZDA    | 広島銀行   | you me         | TERAL                                  | 解禁前         | Nike         | 紫紫黄 | 黄黄紫 | -      |
| 2018 | EDION                             | -             | -       | MAZDA    | 広島銀行   | you me         | TERAL                                  | 解禁前         | Nike         | 紫紫黄 | 白白紫 | -      |
| 2019 | EDION / MAZDA                     | -             | Hisense | MAZDA    | 広島銀行   | you me         | TERAL                                  | 解禁前         | Nike         | 紫紫紺 | 紺紺青 | 白白白 |
| 2020 | EDION                             | -             | Hisense | MAZDA    | 広島銀行   | you me         | TERAL                                  | -              | Nike         | 紫紫紫 | 白赤白 | -      |
| 2021 | EDION                             | -             | Hisense | MAZDA    | ひろぎんHD | you me         | TERAL                                  | -              | Nike         | 紫紫紫 | 白白白 | -      |
| 2022 | EDION                             | -             | Hisense | MAZDA    | ひろぎんHD | you me         | TERAL                                  | -              | Nike         | 紫紫紫 | 白白白 | -      |
| 2023 | EDION                             | EDION光プラス | Hisense | MAZDA    | ひろぎんHD | you me         | TERAL                                  | モバイル e保険 | Nike         | 紫紫紫 | 白白白 | -      |

- 1993・1994年のフォードを除いて、広島市または広島県に本社を置く企業、もしくは広島が発祥の企業が協賛している。
  - フォードが胸スポンサーを務めていたのは、当時マツダがフォード傘下であった縁による（2010年をもって会計上でフォード傘下ではなくなっている）。
  - 1993年と1994年のナビスコカップでは胸ロゴからFordが外れチームロゴに、天皇杯は背番号上のJUKENも外れて1992年と同じだった。
- 当初からずっとマツダがユニフォームスポンサーに入っている。
  - 1997年デオデオ（現エディオン）経営参加以降は、練習用の胸およびユースのスポンサーとなっている。ちなみにこの際、公式戦用胸スポンサーと同額で契約している[145]。
  - 2010年公式戦背中スポンサーに復活。また同年のACL用の胸スポンサーになり、ACL出場年は毎回ACL用の胸スポンサーになっている。
  - 2015年にはSKYACTIV名義でパンツにスポンサーを掲出した。
- 練習用スポンサーのほとんどを中国電力グループが占めている。一時は中電工も入っていた。
- Jリーグ発足時、オリジナル10のリーグ戦ユニフォームサプライヤーとして一括契約していたミズノと最も長く契約していたのは広島で、2011年にナイキがユニフォームサプライヤーになるまで18年間契約していた。

### エディオングループのスポンサー変遷
1997年以降、エディオングループがユニフォームスポンサーとして定着している。
- 1997年 - 2002年、2004年 - 2011年の1st・2ndユニフォームの胸および2003年、2011年の3rdユニフォームのパンツに掲載していた「DeODEO」（デオデオ）は、エディオングループの店舗ブランドで旧社名。企業名変更や組織再編に伴いスポンサー名が変更しており、1997年 - 2009年は（株）デオデオ、2010年は（株）エディオンWEST、2011年以降は（株）エディオン。
- 2003年の胸に掲載していた「YourVoice」は、当時存在していたデオデオ（エディオングループ）に加え、ミドリ電化・サンキュー（この二社はエディオングループ入りする前）・上新電機・デンコードーの提携によるボイスネットワークのオリジナルブランド。
- 2009年 - 2011年の1st・2ndユニフォームのパンツおよび2011年の3rdユニフォーム、2012年以降の胸スポンサーの「エディオン」・「EDION」は、当初から（株）エディオンがスポンサー。
- 2012年パンツスポンサーの「イードットコム」は、エディオン系の電子商取引のサイト名。
- 2013年パンツスポンサーの「クオルネット」は、エディオンのモバイルインターネットサービス名称。

また、2011年 - 2012年にFC岐阜のユニフォームスポンサー（背中上部）だったエイデンもエディオングループの店舗ブランドであるが、岐阜の場合はエディオン本体ではなく社内カンパニーであるエディオン EASTカンパニーがスポンサーであったが、本社のブランド統合に伴いJリーグ規定に接触することからユニフォームについては広島のみに集約される形となり、2013年以降はユニフォームスポンサーからは外れている。

## スタジアム

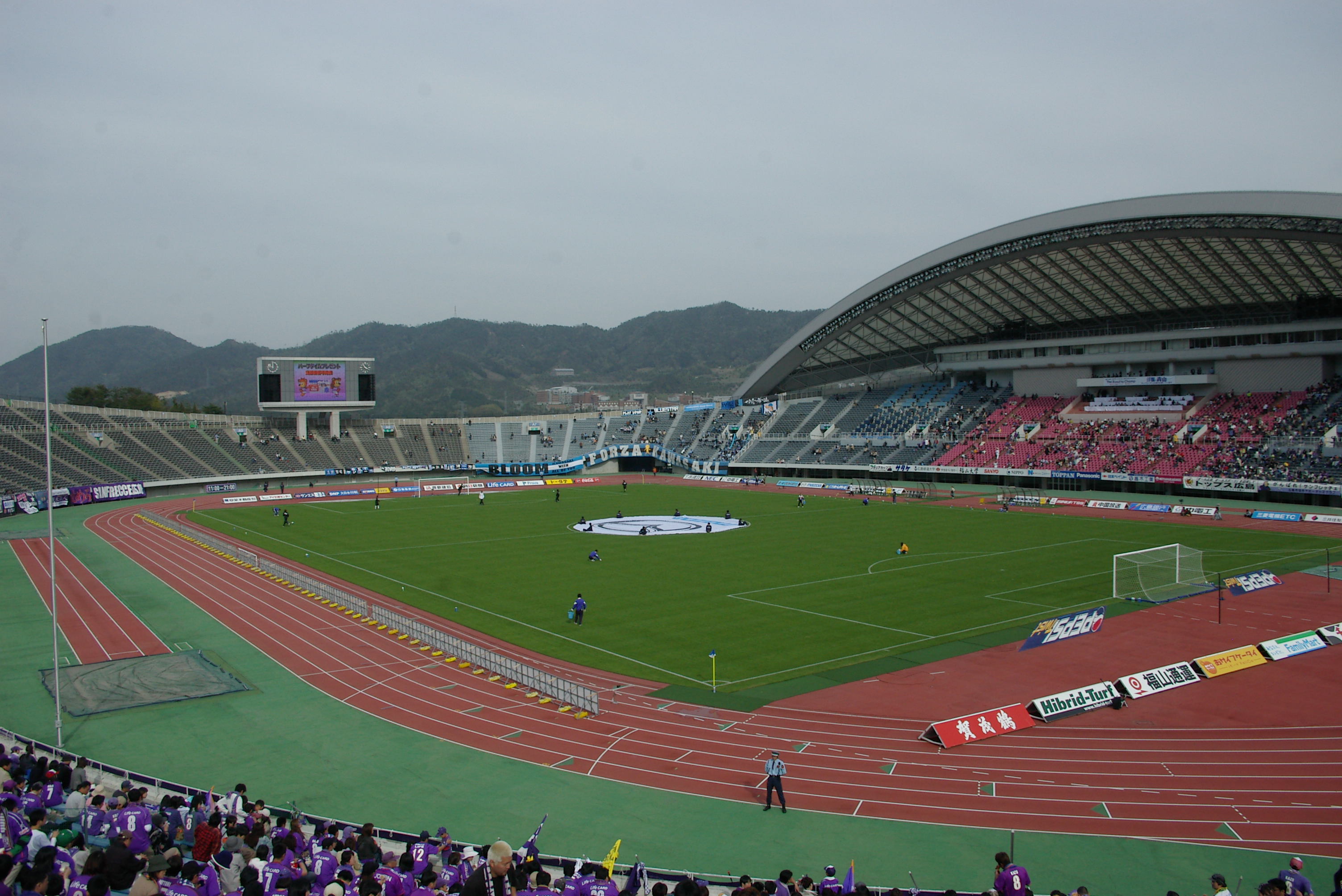
かつてのホームスタジアムである広島ビッグアーチ

2024年度から、サンフレッチェの主催試合は、女子チーム（レジーナ）の試合も含めてすべてエディオンピースウイング広島（広島サッカースタジアム、略称「Eピース」、広島市中区基町）で開催されている。
2023年以前は、広島広域公園陸上競技場（広島ビッグアーチ→エディオンスタジアム広島、略称「広島ビ」「Eスタ」、広島市安佐南区大塚西）、さらにJリーグ発足時から1994年までは広島スタジアム（広島県総合グラウンドメインスタジアム、略称「広島ス」、広島市西区観音）をホームスタジアムとして使用していた。
登録上の本拠地は上述のとおりだが、実際には2003年まではビッグアーチと広島スタジアムの両者を併用していた。
- 1993年までの通年と1994年Nicosシリーズ（第2ステージ）はアジア大会に備えた芝生保護、開催準備などの観点でビッグアーチでの試合数を制限していた。
- 1998年1stステージはビッグアーチの施設・ピッチ改修のため、最終の鹿島戦を除く7試合は広島スタジアムをホームに。
- 2004年から2006年までリーグ戦は広島ビッグアーチ、カップ戦は広島スタジアム。
- 2007年以降はリーグ戦・カップ戦共ビッグアーチ（Eスタ）を使用。

広島スタジアムは13000人収容だが、座席（イス）の部分が7000人程度しか収容 できず、クラブライセンスに定める座席の収容人員の基準（J1:15000人、J2:1万人）を満たしていないために使用不可となった。ただし、2011年8月13日の名古屋戦はビッグアーチが他のイベント開催優先の都合上使用不可の特例処置で、ゴール裏スタンドの一部に仮設座席をこしらえて広島スタジアムで開催された。
ビッグアーチは広島市街地からのアクセスに難があることなどが取り沙汰され、2012年ごろから市中心部でのサッカースタジアム建設の動きが見られたが、紆余曲折を経て広島市が広島城に程近い広島市中央公園に新たなサッカースタジアムを建設し、2024年から運用を開始している。
このほか、1995年ぐらいまで、広島県立びんご運動公園陸上競技場（尾道市）・福山市竹ヶ端運動公園陸上競技場（福山市）でホームゲームを開催したほか、広島県外では東平尾公園博多の森陸上競技場（福岡市）・大分市営陸上競技場（大分市）・愛媛県総合運動公園陸上競技場（松山市）・鳥取市営サッカー場（鳥取市）でもホームゲームを開催したことがある。
また、かつて行われていたJサテライトリーグでは、1997年ごろまでマツダトレーニングセンター鯛尾グラウンド（安芸郡坂町）や広島広域公園第一球技場（広島市安佐南区）などで行われ、吉田サッカー公園（現・安芸高田市サッカー公園、安芸高田市）ができて以降は吉田や竹ヶ端で開催されていた。
年度別・競技場別の試合数
出典元：
※参考　リーグ戦ホームゲーム数（2003・2008年はJ2、ほかはJ1＜1992-98年のJリーグを含む＞）
1993年　18試合
1994年・2003年　22試合
1995年　26試合
1996年・1999-2002年・2004年　15試合
1997年　16試合
1998年・2005-2007年・2009年-2020年・2022年　17試合
2008年　22試合
2021年　19試合
| 年度   | リーグ戦         | リーグ戦            | リーグ戦                    | Jリーグ杯               | ACL      | 備考 |
| 年度   | 広島ビ （Eスタ） | 広島ス （コカスタ） | その他                      | Jリーグ杯               | ACL      | 備考 |
| ------ | ---------------- | ------------------- | --------------------------- | ----------------------- | -------- | --- |
| 1992年 | -                | -                   | -                           | 広島ス5                 | 不参加   | Jリーグ杯のみ |
| 1993年 | 3                | 12                  | 愛媛陸1 びんご1 大分陸1     | 広島ビ1 広島ス1         | 不参加   | |
| 1994年 | 12               | 8                   | 博多陸1 竹ヶ端1 愛媛陸1     | （主催なし）            | 不参加   | 広島ビはチャンピオンシップ1を含む この年より事実上広島ビに本拠移転（届出上は広島スのまま） 「サントリーシリーズ」（年間前期）ステージ優勝もチャンピオンシップ（年間決勝）敗退 |
| 1995年 | 15               | 7                   | 大分陸1 愛媛陸1 鳥取1       | （非開催）              | 不参加   | |
| 1996年 | 10               | 2                   | 鳥取バード1 鹿児島1 愛媛陸1 | 広島ビ5 広島ス1 大分陸1 | 不参加   | この年より正式に広島ビに届け出上の本拠移転 |
| 1997年 | 15               | 0                   | 愛媛陸1                     | 広島ビ3                 | 不参加   | |
| 1998年 | 10               | 7                   |                             | 広島ス1 鳥取バード1     | 不参加   | 第1Sは広島スを暫定メインに使用 |
| 1999年 | 9                | 6                   |                             | 広島ビ1 広島ス1         | 不参加   | |
| 2000年 | 13               | 2                   |                             | 広島ス2                 | 不参加   | |
| 2001年 | 8                | 7                   |                             | 広島ス3                 | 不参加   | |
| 2002年 | 12               | 3                   |                             | 広島ビ2 広島ス1         | 不参加   | J2降格 |
| 2003年 | 12               | 12                  |                             | 不参加                  | 不参加   | J1昇格 |
| 2004年 | 15               | 0                   |                             | 広島ス3                 | 不参加   | リーグ戦は広島ビのみ Jリーグ杯は広島スのみでそれぞれ開催 |
| 2005年 | 17               | 0                   |                             | 広島ス3                 | 不参加   | リーグ戦は広島ビのみ Jリーグ杯は広島スのみでそれぞれ開催 |
| 2006年 | 17               | 0                   |                             | 広島ス3                 | 不参加   | リーグ戦は広島ビのみ Jリーグ杯は広島スのみでそれぞれ開催 |
| 2007年 | 17               | 0                   |                             | 広島ビ3                 | 不参加   | Jリーグ公式戦全主催試合を広島ビのみで開催 J2降格 |
| 2008年 | 22               | 0                   |                             | 不参加                  | 不参加   | 広島ス=命名権採用により「コカスタ」へ変更 J2優勝・J1昇格 |
| 2009年 | 17               | 0                   |                             | 広島ビ3                 | 不参加   | リーグ4位もアジアチャンピオンズリーグ進出決定 |
| 2010年 | 17               | 0                   |                             | 広島ビ2                 | 広島ビ3  | Jリーグ杯=決勝トーナメントのみ （ACL出場につき） |
| 2011年 | 16               | 1                   |                             | 広島ビ1                 | 不参加   | コカスタにてJ1リーグ1試合開催 |
| 2012年 | 17               | 0                   |                             | 広島ビ3                 | 不参加   | J1優勝 |
| 2013年 | 17               | 0                   |                             | Eスタ1                  | 広島ビ 3 | 広島ビ=命名権採用により「Eスタ」に変更 Jリーグ杯=決勝トーナメントのみ （ACL出場につき） J1優勝（チーム初連覇）                                                                |
| 2014年 | 17               | 0                   |                             | Eスタ2                  | 広島ビ4  | Jリーグ杯=決勝トーナメントのみ （ACL出場につき） ACL=広島ビは決勝トーナメント1含む                                                                                            |
| 2015年 | 17               | 0                   |                             | Eスタ3                  | 不参加   | J1第2S・CS優勝 |
| 2016年 | 17               | 0                   |                             | Eスタ1                  | 広島ビ 3 | Jリーグ杯=決勝トーナメントのみ （ACL出場につき） |
| 2017年 | 17               | 0                   |                             | Eスタ4                  | 不参加   | Jリーグ杯=Eスタはプレーオフステージ1含む |
| 2018年 | 17               | 0                   |                             | Eスタ3                  | 不参加   | |
| 2019年 | 17               | 0                   |                             | Eスタ1                  | 広島ビ 3 | Jリーグ杯=決勝トーナメントのみ （ACL出場につき） ACL=広島ビはプレーオフ・決勝トーナメント各1含む                                                                              |
| 2020年 | 17               | 0                   |                             | （主催なし）            | 不参加   | |
| 2021年 | 19               | 0                   |                             | Eスタ3                  | 不参加   | |
| 2022年 | 17               | 0                   |                             | Eスタ6                  | 不参加   | Jリーグ杯優勝 |

## 練習場・キャンプ地
練習場
現在、主に使用されるのは下記の3つ。
- 安芸高田市サッカー公園：メイン練習場

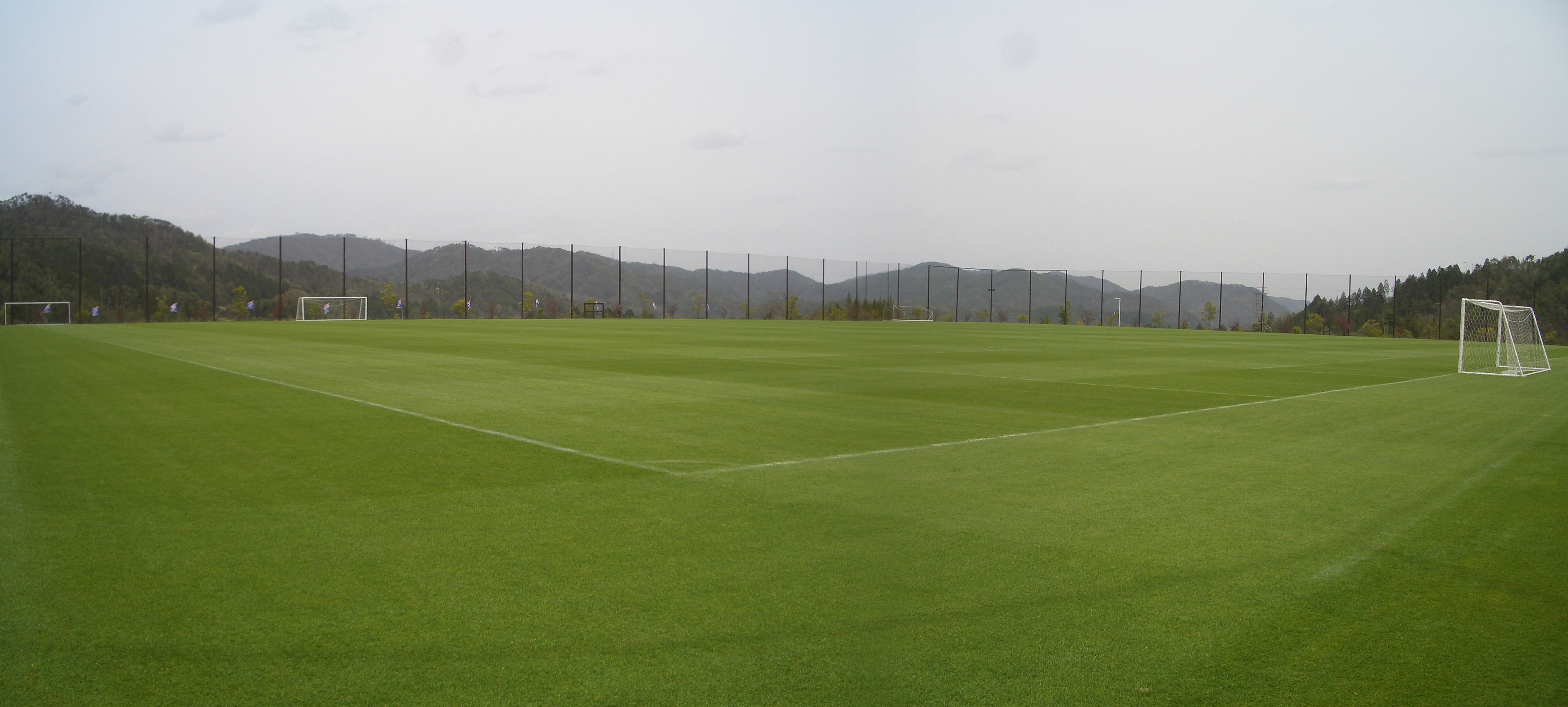
安芸高田市サッカー公園

- 広島広域公園陸上競技場（広島ビッグアーチ）：ホームゲームの前日練習はここで行われることが多い。
- 広島広域公園補助競技場：ビッグアーチと同様。

また、過去には下記の場所で練習していたこともある。現在も吉田およびビッグアーチともに積雪で閉鎖された場合のみ使用されることがある。
- マツダ健保グランド（呉市郷原）：吉田ができる前のトップチーム専用練習場。現在は呉市が所有。
- マツダ鯛尾グランド（安芸郡坂）：吉田ができる前のサテライトチーム専用練習場。現在はマツダラグビー部の練習場。
- マツダ体育館（南区大州）：吉田ができる前のトレーニングジム。
- 中国電力坂グラウンド（安芸郡坂）：中国電力が所有。
- バルコムBMWスタジアム、バルコムBMWラグビースタジアム（西区観音新町）

キャンプ地
- 現在のキャンプ日程は、まず広島で1週間ほど練習を行い、その間集合写真撮影や清神社にて必勝祈願を行う。その後一次キャンプを沖縄・本部町で、二次キャンプを宮崎・シーガイアで行なう。
- 国内キャンプは、地元広島のほか、過去には大分県・淡路島（ともに冬季）、北海道・松江市・筑波大学（ともに夏季）などで行われている。2011年から本部町キャンプを開始した。
- 海外キャンプは監督の意向で決まることが多い（括弧内は行なった監督）。過去には東欧・北欧（バクスター）、大韓民国（ヤンセン）、アデレード（トムソン）、グアム（小野剛）、アンタルヤ（ペトロヴィッチ）、タイ（城福）、トルコ（スキッベ）で行われている。

## 決算
サンフレッチェ広島の決算は、つぎのとおり。

### 損益
| 年度 | 収入  | 広告料 | 入場料 | 配分 | その他 | 費用  | 事業費 | 人件費 | 管理費 | 利益 | 純利益 |
| ---- | ----- | ------ | ------ | ---- | ------ | ----- | ------ | ------ | ------ | ---- | ------ |
| 2005 | 2,304 | 1,276  | 346    | 238  | 444    | 2,473 | 1,871  | 1,107  | 602    | -169 | -165   |
| 2006 | 2,267 | 1,192  | 379    | 232  | 464    | 2,765 | 2,298  | 1,414  | 467    | -498 | -500   |
| 2007 | 2,626 | 1,193  | 438    | 285  | 710    | 2,567 | 2,081  | 1,236  | 486    | 59   | 53     |
| 2008 | 2,287 | 1,191  | 428    | 148  | 520    | 2,534 | 2,102  | 1,209  | 432    | -247 | -219   |
| 2009 | 2,728 | 1,364  | 545    | 280  | 539    | 2,708 | 2,263  | 1,313  | 445    | 20   | 12     |
| 2010 | 2,605 | 1,231  | 560    | 295  | 519    | 2,853 | 2,385  | 1,372  | 468    | -248 | -265   |

出典: 各年度のJ1 クラブ決算一覧。
2005、
2006、
2007、
2008、
2009、
2010
金額の単位: 百万円
人件費は事業費に含まれる。
| 年度 | 収益  | 広告料 | 入場料 | 配分 | 育成 | その他 | 費用  | 人件費 | 試合 | トップ | 育成 | 女子 | 販売 | 利益 | 純利益 |
| ---- | ----- | ------ | ------ | ---- | ---- | ------ | ----- | ------ | ---- | ------ | ---- | ---- | ---- | ---- | ------ |
| 2011 | 2,676 | 1,439  | 458    | 232  | 108  | 439    | 2,671 | 1,324  | 218  | 250    | 125  | 0    | 754  | 5    | -7     |
| 2012 | 3,176 | 1,406  | 551    | 239  | 100  | 880    | 2,949 | 1,412  | 239  | 254    | 132  | 0    | 912  | 227  | 223    |
| 2013 | 3,198 | 1,373  | 541    | 232  | 99   | 953    | 3,072 | 1,449  | 263  | 279    | 126  | 0    | 954  | 126  | 130    |
| 2014 | 3,149 | 1,537  | 505    | 219  | 93   | 796    | 3,019 | 1,349  | 297  | 299    | 138  | 0    | 937  | 130  | 122    |
| 2015 | 3,610 | 1,469  | 638    | 236  | 89   | 1,178  | 3,440 | 1,809  | 273  | 281    | 128  | 0    | 949  | 170  | 150    |

出典: 各年度のJ1 クラブ決算一覧。
2011、
2012、
2013、
2014、
2015
金額の単位: 百万円
| 年度 | 収益  | 広告料 | 入場料 | 配分 | 育成 | 物販 | その他 | 費用  | 人件費 | 試合 | トップ | 育成 | 女子 | 物販 | 販売 | 利益 | 純利益 |
| ---- | ----- | ------ | ------ | ---- | ---- | ---- | ------ | ----- | ------ | ---- | ------ | ---- | ---- | ---- | ---- | ---- | ------ |
| 2016 | 3,794 | 1,620  | 563    | 290  | 93   | 487  | 741    | 3,435 | 1,553  | 271  | 423    | 156  | 0    | 314  | 717  | 359  | 312    |
| 2017 | 3,424 | 1,540  | 496    | 484  | 88   | 362  | 448    | 3,438 | 1,602  | 263  | 531    | 132  | 0    | 249  | 661  | -14  | 1      |
| 2018 | 3,367 | 1,530  | 500    | 364  | 82   | 370  | 521    | 3,597 | 1,864  | 283  | 383    | 137  | 0    | 260  | 670  | -230 | -277   |
| 2019 | 3,737 | 1,582  | 547    | 766  | 80   | 302  | 461    | 3,711 | 1,931  | 327  | 369    | 137  | 0    | 224  | 723  | 26   | 22     |
| 2020 | 3,209 | 1,593  | 272    | 570  | 61   | 260  | 453    | 3,401 | 2,040  | 165  | 295    | 101  | 0    | 181  | 619  | -192 | -166   |
| 2021 | 3,460 | 1,779  | 262    | 498  | 68   | 297  | 556    | 3,485 | 1,876  | 259  | 321    | 134  | 86   | 217  | 592  | -25  | 19     |

出典: 各年度のJ1 クラブ決算一覧。
2016、
2017、
2018、
2019、
2020、
2021
金額の単位: 百万円

### 資産
| 年度 | 総資産 | 総負債 | 純資産 | 資本金 |
| ---- | ------ | ------ | ------ | ------ |
| 2005 | 931    | 431    | 500    | 1,610  |
| 2006 | 610    | 610    | 0      | 1,610  |
| 2007 | 1,088  | 535    | 553    | 2,210  |
| 2008 | 810    | 476    | 333    | 2,110  |
| 2009 | 786    | 440    | 346    | 2,110  |
| 2010 | 977    | 896    | 80     | 2,110  |
| 2011 | 962    | 889    | 73     | 2,110  |
| 2012 | 1,203  | 708    | 495    | 220    |
| 2013 | 1,134  | 509    | 625    | 220    |
| 2014 | 1,202  | 454    | 748    | 220    |
| 2015 | 1,445  | 547    | 898    | 220    |
| 2016 | 1,691  | 481    | 1,210  | 220    |
| 2017 | 1,625  | 414    | 1,211  | 220    |
| 2018 | 1,410  | 476    | 933    | 220    |
| 2019 | 1,516  | 561    | 955    | 220    |
| 2020 | 1,482  | 692    | 790    | 220    |
| 2021 | 1,785  | 1,014  | 771    | 220    |

出典: 各年度のJ1 クラブ決算一覧。

2005、
2006、
2007、
2008、
2009、
2010、
2011、
2012、
2013、
2014

2015、
2016、
2017、
2018、
2019、
2020、
2021
金額の単位: 百万円

## 関連情報
紙媒体
- オフィシャル

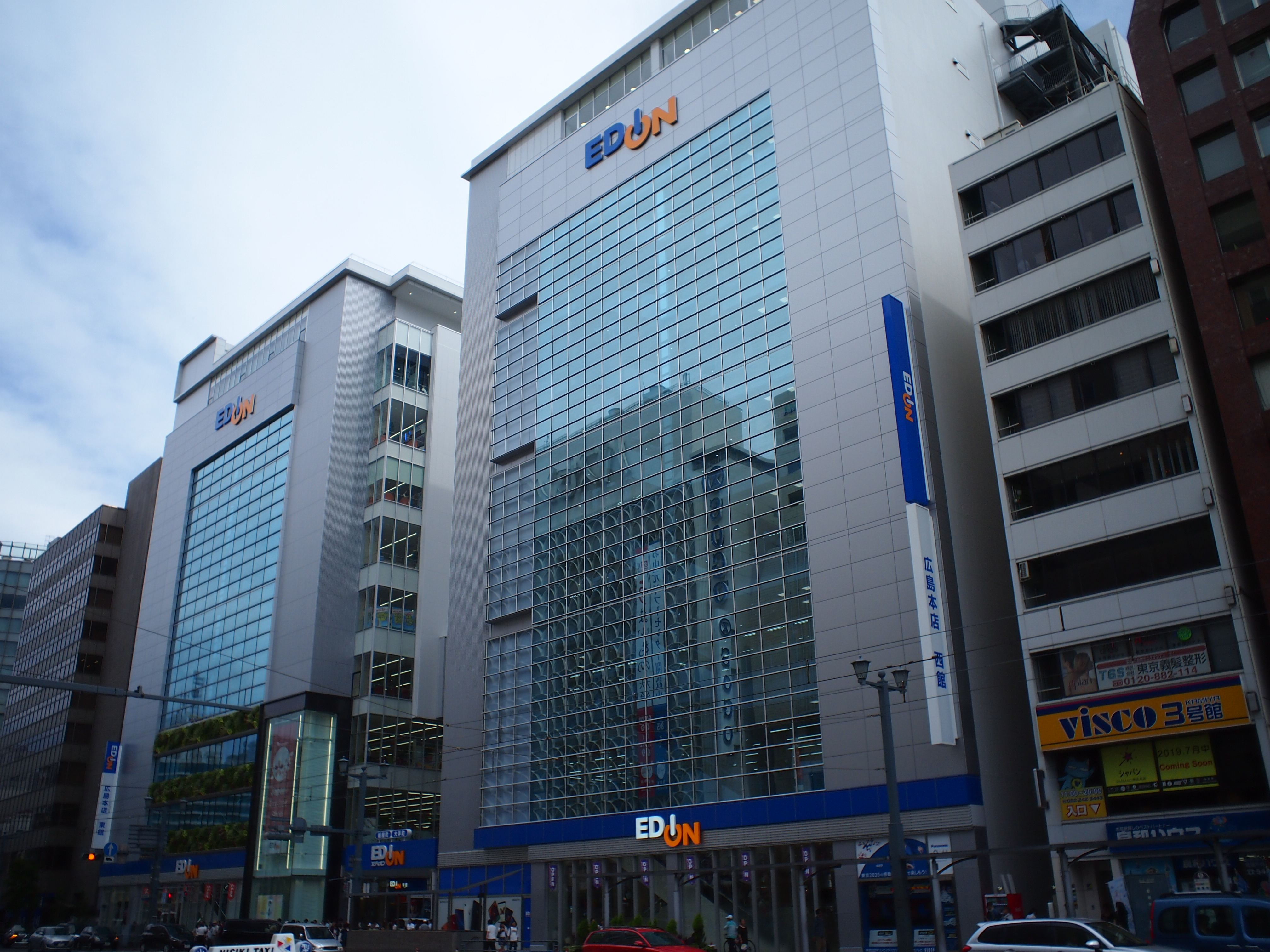
エディオン広島本店（東館および西館）

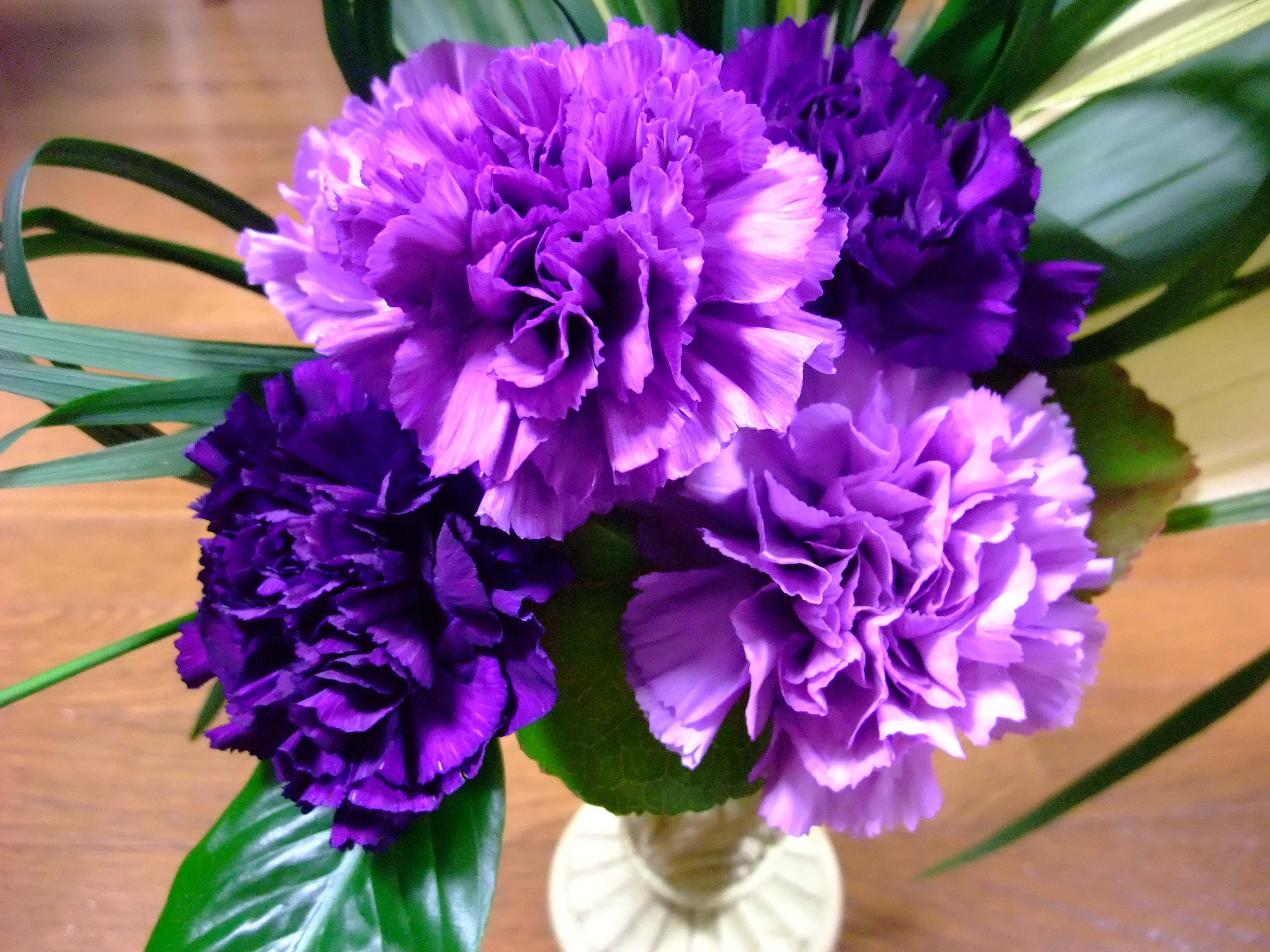
オフィシャルフラワームーンダスト。

  - 紫熊倶楽部：オフィス・ウエンブリー発行、編集長中野和也
  - サンフレッチェ広島アシストマガジン「Assist」：アドプレックス（Tj Hiroshima編集室）発行
- 新聞
  - 中国新聞 サンフレ情報 - ウェイバックマシン（2000年1月18日アーカイブ分）：中国新聞
- タウン情報誌
  - 広島アスリートマガジン
  - Tj Hiroshima：コラボ企画「PickupPlayer」

テレビ
- 中国放送
  - 情熱サンフレッチェ
- 広島テレビ放送
  - 元気丸
- 広島ホームテレビ
  - KICK OFF! HIROSHIMA
  - ひろしま深掘りライブ フロントドア
  - サンフレ応援！森崎浩司の"Foot Style"
- テレビ新広島
  - 全力応援 スポーツLOVERS
- その他
  - ちゅピCOM SPORTS＆LIFE（ちゅピCOM）※水曜日がサンフレッチェ特集

ラジオ
- AM（中国放送（RCCラジオ））
  - おひるーなイレブン（「おひるーな」内・毎週月曜日）
  - サンデースタジアムGOGO!（※プロ野球シーズンオフのみ）
- FM
  - サンフレッチェ・ラジオ・サポーターズクラブ “GOA〜L”（広島FM）
  - 吉田流サッカー斬り（曜子とTOCOの口八丁手八丁!、FMちゅーピー）
- 2001年8月[150] から2008年末まで スタジアムFM（実況：石橋真、解説：吉田安孝・足立修・山出久男など）を行っていたが、利用者が少なくなったため廃止

応援歌など
- オフィシャル公認
  - 『SANFRECCE THEME』『SANFRECCE ANTHEM』藤島（手島いさむ&藤川朝洋、2010年）
  - 『光の射すほうへ』THE CRANE FLY（2006年）
  - 『Remember〜スタジアムへの道〜』神園さやか（2005年）
  - 『GOAL and PROUD』加藤健一など（2003年）
  - 『SAYYEA',JAN-GO』西城秀樹（1994年）
  - 『ときめいてハットトリック-GET HAT TRICK-』村井亜紀withNOBU-SONS（1993年）
- 未公認
  - 『ビッグアーチ』電大（川西幸一・手島いさむ・EBI、2012年）

オフィシャルフラワー
- ムーンダスト - 2016年より

交通
- ラッピング車両
  - サンフレッチェ電車5108号（広島電鉄）[151]
  - サンフレッチェ・応援トラム6012号（広島高速交通）
  - サンフレッチェ応援ラッピングトレイン（JR西日本）[152]
  - サンフレッチェタクシー（フォーブル）
  - サンフレッチェ路線バス（大町団地線、フォーブル）
  - サンフレッチェ広島専用デザインバス（JRバス中国、選手移動用）
- 山陽自動車道・宮島SA（上り側）内にコーナーが設けられている。

ワンタッチパス対応ICチケット
- サンフレッチェPASPY - 2010年発行開始。乗車カードであるPASPYと一体化したもの[151]。2016年シーズンで発行終了した。
- キーホルダー型 - 2015年試験的発行。戸田工業と共同開発したもので、カードタイプ以外のものとしてはJリーグ初[153]。